# Campagna italiana di Grecia
La campagna italiana di Grecia si svolse tra il 28 ottobre 1940 e il 23 aprile 1941, nell'ambito dei più vasti eventi della campagna dei Balcani della seconda guerra mondiale.
La campagna si aprì con un'offensiva del Regio Esercito italiano a partire dalle sue basi in Albania (controllata dagli italiani fin dall'aprile 1939) verso la regione dell'Epiro in Grecia, mossa decisa da Benito Mussolini al fine di riequilibrare lo stato dell'alleanza con la Germania nazista e di riaffermare il ruolo autonomo dell'Italia fascista nel conflitto mondiale in corso. Malamente pianificata dal generale Sebastiano Visconti Prasca ed eseguita con forze numericamente insufficienti e scarsamente equipaggiate, l'offensiva italiana andò incontro a un disastro: bloccato l'attacco nemico, le forze greche del generale Alexandros Papagos, appoggiate da unità aeree della Royal Air Force britannica, passarono decisamente al contrattacco respingendo le unità italiane oltre la frontiera e continuando ad avanzare in profondità nel territorio albanese. La sostituzione di Visconti Prasca, prima con il generale Ubaldo Soddu e poi con il generale Ugo Cavallero, non portò a grandi miglioramenti per le forze italiane, rinforzate in maniera caotica da un flusso disorganizzato di truppe e alle prese con una pessima situazione logistica; solo a fine febbraio 1941 il fronte italiano poté infine essere stabilizzato.
In marzo le forze italiane tentarono una massiccia controffensiva per respingere i greci dall'Albania, ma andarono incontro a un sanguinoso fallimento. La guerra si trascinò in una situazione di stallo fino all'aprile 1941, quando la Germania intervenne in forze nella regione balcanica: con un'azione fulminea, le truppe tedesche invasero la Jugoslavia e la Grecia, costringendole in poco tempo alla capitolazione. Benché vittoriosa nel finale, la campagna di Grecia si tradusse in un grave insuccesso politico per l'Italia, costretta ad abbandonare ogni pretesa di condotta delle operazioni belliche autonoma e distinta dai tedeschi.

## Antefatti

### Le relazioni italo-greche
I contrasti tra Regno d'Italia e Regno di Grecia erano di vecchia data. L'influenza egemonica esercitata dall'Italia sull'Albania, nazione indipendente dal 1912, fu una delle principali cause di attrito tra Roma e Atene, in particolare per quanto riguardava la definizione del confine meridionale del nuovo Stato, in una regione (l'Epiro settentrionale) dove le popolazioni di origine greca e albanese risultavano mischiate tra di loro. Già all'inizio della prima guerra mondiale l'esercito ellenico occupò le regioni meridionali dell'Albania, in appoggio alle popolazioni greche locali che avevano proclamato l'indipendenza della zona come Repubblica Autonoma dell'Epiro del Nord; tuttavia nel 1916, nell'ambito dei più vasti eventi della campagna di Albania, le forze italiane occuparono incontrastate la regione dell'Epiro del Nord e allontanarono senza colpo ferire i presidi greci nell'area. Il 29 luglio 1919 fu sottoscritto un accordo tra il primo ministro greco Eleutherios Venizelos e il ministro degli esteri italiano Tommaso Tittoni volto alla definizione delle questioni aperte tra i due paesi (anche con riguardo al problema dell'arcipelago del Dodecaneso, greco ma occupato dall'Italia), ma il patto fu disatteso da entrambe le parti e infine disconosciuto dal successore di Tittoni, Carlo Sforza.
L'arrivo al governo di Benito Mussolini segnò un ulteriore peggioramento dei rapporti tra Italia e Grecia. Nell'agosto del 1923 una commissione italiana guidata dal generale Enrico Tellini, incaricata dalla Conferenza degli Ambasciatori di delimitare il confine tra l'Albania e la Grecia, fu assalita e trucidata da sconosciuti mentre si trovava in territorio greco lungo la strada tra Santi Quaranta e Giannina; Mussolini ritenne responsabile dell'eccidio il governo greco, e il 29 agosto fece bombardare e occupare dalla Regia Marina l'isola di Corfù. La crisi di Corfù rientrò poi il 27 settembre, quando su pressione delle potenze europee la Grecia accolse le richieste italiane di un indennizzo per la questione; in seguito tuttavia i rapporti tra i due paesi iniziarono a progredire: nel 1928 fu sottoscritto tra Italia e Grecia un trattato di amicizia, e la situazione migliorò ulteriormente quando nell'aprile del 1936 il primo ministro greco Ioannis Metaxas istituì ad Atene un regime dittatoriale di stampo fascista (il cosiddetto "Regime del 4 agosto"). Duro ma non particolarmente sanguinario, il regime di Metaxas dimostrava una certa cuginanza ideologica con l'Italia mussoliniana: fu introdotto il saluto romano e istituita un'organizzazione simile all'Opera nazionale balilla, vi era un forte controllo poliziesco con una severa censura della stampa e il confino per gli oppositori politici, e il monarca (Giorgio II di Grecia, restaurato sul trono nel 1935 dopo una breve parentesi repubblicana) deteneva solo un ruolo di rappresentanza; unitamente all'ammirazione che Metaxas nutriva per la Germania nazista (contrapposta all'atteggiamento della casa reale, che invece parteggiava per il Regno Unito), queste caratteristiche potevano costituire una solida base per la stipula di un'alleanza tra i regimi di Roma e Atene.

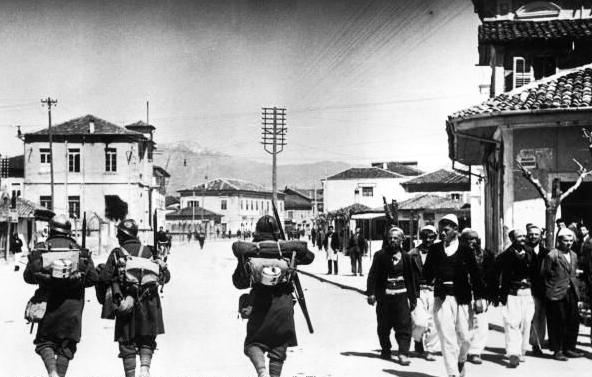
Truppe italiane in Albania durante l'occupazione del paese nell'aprile 1939

Nonostante queste premesse, i rapporti tra Grecia e Italia ricominciarono a peggiorare. Nell'aprile del 1939, anche come risposta all'occupazione tedesca della Cecoslovacchia, Mussolini ordinò l'invasione e l'occupazione dell'Albania: al termine di un'operazione quasi incruenta, il re Zog I di Albania si recò in esilio e la corona del Regno albanese passò a Vittorio Emanuele III di Savoia; sotto la direzione del Luogotenente generale Francesco Jacomoni di San Savino l'Albania subì una rapida fascistizzazione, con l'istituzione di un Partito Fascista Albanese e di una Milizia fascista albanese, e l'integrazione delle locali forze armate nella struttura militare italiana. La mossa impensierì Metaxas, che temendo un'invasione da parte dell'Italia cercò e trovò l'appoggio degli anglo-francesi: il 13 aprile 1939 il primo ministro britannico Neville Chamberlain annunciò che se la Grecia fosse stata invasa il Regno Unito sarebbe intervenuto al suo fianco, e una dichiarazione analoga fu poi resa dal governo di Parigi.
La tensione tra Grecia e Italia aumentò ulteriormente a metà agosto 1939: quattro divisioni italiane dislocate in Albania furono spostate molto vicino al confine con la Grecia, e aerei italiani impegnati in voli di ricognizione sconfinarono spesso nello spazio aereo greco. Il 16 agosto Mussolini ordinò allo stato maggiore del Regio Esercito di approntare un piano di invasione della Grecia; rielaborando alcuni studi precedenti, il comandante delle truppe in Albania generale Alfredo Guzzoni ipotizzò un piano per un'azione su vasta scala comprendente un contingente di 18 divisioni raggruppate in sei comandi di corpo d'armata: quattro corpi con dodici divisioni avrebbero dovuto muovere dalla zona di Coriza in direzione est alla volta di Salonicco, con un attacco d'appoggio verso sud in direzione di Giannina per opera di un corpo d'armata con tre divisioni e altre tre divisioni dislocate invece a protezione della frontiera tra Albania e Jugoslavia. Guzzoni chiedeva inoltre almeno un anno di tempo per i preparativi, in particolare per potenziare la rete stradale verso la Grecia e la capacità dei porti albanesi, mentre il capo di stato maggiore dell'esercito generale Alberto Pariani chiedeva prudentemente che le divisioni coinvolte fossero portate a venti. A ogni modo, il piano si risolse in nulla: dopo l'invasione tedesca della Polonia e l'inizio della seconda guerra mondiale il 1º settembre 1939, Mussolini ordinò di cancellare ogni progetto verso la Grecia e di concentrarsi invece nei preparativi per l'invasione della Jugoslavia.
Lo stato di tensione con l'Italia nell'agosto 1939 spinse il governo greco a ordinare una parziale mobilitazione delle sue forze armate e a rafforzare le sue difese al confine albanese. La strategia militare greca era improntata fino a quel momento a una guerra contro la Bulgaria, a causa delle tradizionali rivendicazioni bulgare su Salonicco e sulla Tracia occidentale, e nel 1936 erano stati avviati estesi lavori di fortificazione della frontiera tra i due Paesi (difese che composero la cosiddetta "linea Metaxas"); in considerazione delle manovre italiane, il capo di stato maggiore dell'esercito greco generale Alexandros Papagos iniziò invece a riorientare il dispositivo difensivo verso la regione dell'Epiro: la parziale mobilitazione delle forze greche mise in luce diverse carenze organizzative, rappresentando quindi un'ottima occasione di esercizio e miglioramento per l'apparato militare nazionale che fu poi tenuto in uno stato di alta prontezza. A più di un anno dall'invasione, quindi, le manovre avventate dell'Italia non avevano fatto altro che mettere sull'avviso la Grecia e spingerla a prepararsi per un conflitto.

### Provocazioni italiane continue
Allo scoppio della seconda guerra mondiale la Grecia proclamò la sua più stretta neutralità; Metaxas ambiva a una garanzia del rispetto dello status quo greco da parte di tutti i principali belligeranti, e intrattenne contatti con la Germania perché facesse da moderatrice delle mire italiane sul paese. Lo stato maggiore francese era interessato all'apertura di un fronte balcanico contro la Germania che riunisse in un'alleanza antitedesca Grecia, Jugoslavia, Romania e Turchia, e alcuni contatti furono effettivamente intrattenuti dalle autorità militari greche e francesi ma senza raggiungere alcun risultato concreto; la documentazione di queste attività fu poi rinvenuta dai tedeschi dopo l'occupazione della Francia.
Al momento dell'entrata in guerra dell'Italia il 10 giugno 1940 Mussolini rilasciò vaghe dichiarazioni circa il rispetto della neutralità ellenica, ma i vertici italiani continuarono in linea di massima a mantenere un atteggiamento ostile alla Grecia: mentre ad Atene l'ambasciatore italiano Emanuele Grazzi tentava di mantenere rapporti cordiali con il governo greco e rassicurava Metaxas sul rispetto della neutralità del paese da parte dell'Italia, le autorità italiane denunciarono ripetutamente veri o presunti atteggiamenti di connivenza dei greci nei confronti dei britannici. Il governatore italiano del Dodecaneso, il quadrumviro Cesare Maria De Vecchi, fu tra i più accesi sostenitori di questa linea aggressiva, lanciando ripetute accuse circa l'appoggio che le navi britanniche in navigazione nel mar Egeo ricevevano dai greci: furono segnalati vari attacchi a sommergibili italiani da parte di navi o aerei britannici provenienti dalla terraferma greca, eventi mai del tutto verificati, e in varie occasioni aerei italiani attaccarono navi greche in navigazione nell'Egeo.
Un altro acceso sostenitore della necessità di una guerra alla Grecia era Galeazzo Ciano, ministro degli esteri: Ciano considerava l'occupazione dell'Albania un suo successo personale e l'invasione della Grecia come un prolungamento naturale di questa impresa; l'ambasciatore Grazzi ad Atene era costantemente tenuto all'oscuro dei progetti del suo superiore, che preferiva servirsi di un suo gabinetto personale di funzionari tenendo ai margini i rappresentanti diplomatici che non ne facevano parte, frequentemente scavalcati o ignorati. L'11 agosto 1940, con il pieno sostegno del luogotenente generale Jacomoni, Ciano diede il via a una massiccia campagna propagandistica anti-greca: furono dedicati articoli alla situazione della Ciamuria, regione dell'Epiro abitata da una minoranza di albanesi che si sosteneva fosse vittima di soprusi, massacri e deportazioni da parte delle autorità greche occupanti, e fu esaltata la figura di Daut Hoggia, un albanese ricercato dalle autorità greche per brigantaggio e omicidio, assassinato recentemente da due suoi connazionali, dipinto invece dalla stampa italiana come un patriota del popolo ciamuriota ucciso su mandato del governo di Atene.

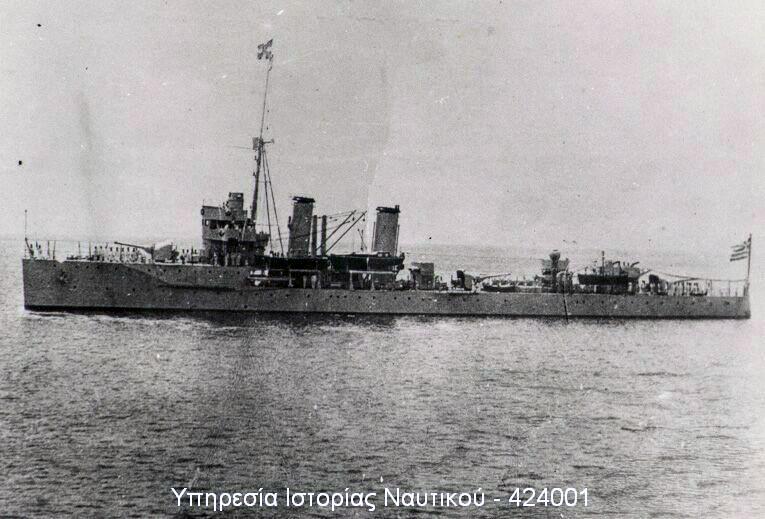
L'incrociatore greco Elli

Le azioni provocatorie contro la Grecia conobbero il loro culmine il 15 agosto: su disposizione di Mussolini, il comando della Regia Marina ordinò che un sommergibile italiano di base nel Dodecaneso fosse inviato in missione segreta nell'Egeo per attaccare il traffico mercantile anche neutrale individuato a svolgere attività a favore del Regno Unito; sfruttando queste disposizioni, il governatore del Dodecaneso De Vecchi ordinò al tenente di vascello Giuseppe Aicardi, comandante del sommergibile Delfino, di attaccare tutto il traffico navale, senza riguardo alle sue attività a favore dei britannici, che avesse incrociato al largo delle isole greche di Tino e Siro. Il 15 agosto quindi il Delfino si presentò al largo di Tino: l'isola, sede di un santuario sacro alla Chiesa ortodossa, era impegnata nei festeggiamenti per la celebrazione dell'Assunzione di Maria. Penetrato nel porto, il sommergibile italiano silurò e affondò un vecchio incrociatore greco ancorato in rada, lo Elli, che partecipava in rappresentanza del governo alla festività: si contarono un morto e 29 feriti tra l'equipaggio, nonché scene di panico tra la folla che visse l'azione come un sacrilegio. Le autorità italiane tennero segreto il loro coinvolgimento nell'episodio e accusarono dell'attacco il Regno Unito, ma la concomitanza con la campagna propagandistica di Ciano e Jacomoni causò un aumento dell'ostilità del popolo greco verso l'Italia.

### Emergenza G

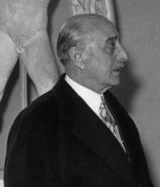
Il generale Alexandros Papagos, capo di stato maggiore dell'esercito greco

La campagna antigreca provocò proteste da parte delle autorità di Atene e forte indignazione nella popolazione locale, aumentando di converso i sentimenti filo-britannici nel paese; l'atteggiamento aggressivo dell'Italia convinse i vertici militari greci a incrementare ulteriormente lo stato di prontezza delle forze armate e i piani di difesa per fronteggiare un'invasione dell'Epiro: fu perfezionato il sistema di mobilitazione dei riservisti e progressivamente irrobustito il numero di truppe schierate al confine con l'Albania. Preparativi militari stavano intanto avendo luogo anche nel campo italiano; in luglio fu commissionato al generale Carlo Geloso, appena richiamato dal comando delle truppe in Albania, uno studio per un'offensiva contro la Grecia poi elaborato dallo stato maggiore nel cosiddetto piano "Emergenza G" o "Esigenza G": l'operazione prevedeva l'occupazione di Epiro, Acarnania fino alla baia di Arta e isole Ionie con un complesso di forze ammontante a otto divisioni e alcuni reparti autonomi, ma con il presupposto fondamentale di un concomitante attacco della Bulgaria alla Grecia che impegnasse il grosso delle forze greche lontano dalle zone interessate, oppure di una accettazione pressoché pacifica dell'occupazione da parte delle autorità di Atene.
Il 12 agosto il nuovo comandante delle forze in Albania, generale Sebastiano Visconti Prasca, fu convocato a Roma insieme a Jacomoni e ricevuto a Palazzo Venezia da Mussolini alla presenza anche di Ciano. Mussolini chiese a Visconti Prasca se le forze in quel momento a sua disposizione fossero sufficienti per un'improvvisa occupazione dell'Epiro; la risposta di Visconti Prasca fu articolata, e in un certo senso contraddittoria: l'azione presentava possibilità di riuscita se attuata immediatamente (Visconti Prasca la definì «un colpo di mano in grande»), contro forze greche ancora deboli e sul piede di pace, ma le unità disponibili (cinque divisioni e alcuni reparti autonomi) erano ora orientate in massima parte verso la Jugoslavia e dovevano essere rischierate, oltre che rinforzate da altri reparti. Visconti Prasca sostenne inoltre che un'azione del genere «doveva prescindere, beninteso, dalle complicazioni e reazioni che un simile procedimento poteva provocare da parte della Grecia», affermazione alquanto ambigua: la "reazione" più ovvia era che la Grecia si opponesse all'invasione combattendo, fatto che rendeva le cinque divisioni insufficienti visto che, come riconobbe lo stesso Visconti Prasca, i greci potevano rinforzare il loro schieramento in Epiro più velocemente di quanto gli italiani potessero rinforzare le loro unità in Albania. Come commenta lo storico Mario Cervi, si «considerava l'Epiro e le forze greche che lo presidiavano come una entità a sé stante, quasi si trattasse d'uno staterello indipendente e non d'una regione incorporata in una nazione che non se la sarebbe lasciata togliere, presumibilmente, senza reagire».

Il generale Sebastiano Visconti Prasca, dal maggio 1940 comandante delle forze italiane in Albania

Fu lo stesso Visconti Prasca a mettere al corrente, nei giorni seguenti, i vertici del Regio Esercito circa l'imminente azione contro la Grecia (fatto che irritò non poco gli interessati, i quali si ritenevano scavalcati dall'accesso diretto a Mussolini che il generale dimostrava di avere): il maresciallo d'Italia Pietro Badoglio, capo di stato maggiore generale (una carica più formale che altro, visto che i capi di stato maggiore delle tre forze armate rispondevano direttamente a Mussolini) si disse fermamente contrario all'impresa, mentre il sottocapo di stato maggiore dell'esercito generale Mario Roatta (sostituto di fatto del titolare dell'incarico, il maresciallo Rodolfo Graziani, in quel momento al comando delle truppe in Libia) promise l'invio di rinforzi, altre tre divisioni e vari reparti autonomi, in attuazione delle direttive del piano "Emergenza G". Le unità già in Albania iniziarono a ridispiegarsi verso la frontiera greca, con la data per il completamento dello schieramento fissata al 1º settembre 1940.
L'atteggiamento aggressivo dell'Italia attirò l'attenzione della Germania, che pur riconoscendo la Grecia come parte della sfera di influenza italiana voleva rimandare ogni azione contro il paese a dopo la sconfitta del Regno Unito e mantenere tranquilla il più a lungo possibile la situazione nei Balcani, onde non dare pretesti all'Unione Sovietica per intervenire nella regione. Dopo pressioni da parte del ministro degli esteri tedesco Joachim von Ribbentrop, e con la sua attenzione richiamata ora dai preparativi per un'offensiva italiana nel teatro libico diretta alla conquista dell'Egitto, il 22 agosto Mussolini ordinò di abbandonare ogni proposito di attacco alla Grecia e in una lettera a Hitler del 24 agosto dichiarò che le misure prese in Albania avevano unicamente valore difensivo; la campagna propagandistica orchestrata da Ciano e Jacomoni cessò improvvisamente come era cominciata, mentre il completamento dello schieramento dei reparti interessati dall'"Emergenza G" fu posticipato prima al 1º ottobre e poi al 20 ottobre, relegando l'azione a una delle «ipotesi plausibili» di conflitto nella regione balcanica. Come annotò il generale Quirino Armellini, addetto al Comando Supremo, «la verità è questa: che da una parte Ciano vuole la guerra alla Grecia per allargare i confini del suo Granducato; che Badoglio vede quanto sarebbe grave il nostro errore di accendere i Balcani (e la Germania è di questo parere) e la vuole evitare; che il Duce dà ragione ora all'uno ora all'altro».

### La guerra per ripicca

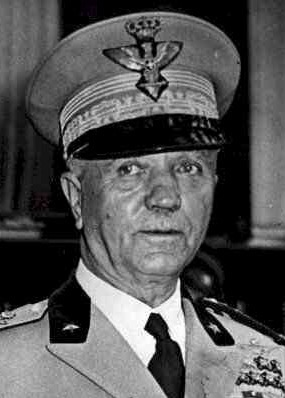
Il maresciallo Pietro Badoglio, capo di stato maggiore generale delle forze armate italiane

L'atteggiamento ondivago di Mussolini nei confronti della Grecia entrò a far parte delle direttive più o meno frammentarie che il duce indirizzava ai vertici delle forze armate nell'agosto-settembre 1940: furono formulate richieste di operazioni nei teatri più disparati, dalla Jugoslavia alla Francia meridionale, dalla Corsica alla Tunisia, mai concretizzatesi in scelte precise e piani concreti; questo atteggiamento denunciava tanto in Mussolini quanto negli ambienti militari la mancanza di una strategia generale e di ampio respiro per proseguire il conflitto appena iniziato dall'Italia, un criterio indicato da Armellini come «intanto entriamo in guerra, poi si vedrà». Riposti i piani per l'invasione della Grecia, in settembre l'esercito italiano iniziò ampi preparativi per un attacco alla Jugoslavia ("Emergenza E") bloccati poi per intervento tedesco, visto che il governo di Belgrado stava dimostrando simpatie verso il campo dell'Asse; infine, il 2 ottobre Mussolini concordò con il sottosegretario alla guerra generale Ubaldo Soddu (facente funzioni di ministro, visto che i dicasteri della guerra, della marina e dell'aeronautica erano attribuiti allo stesso Mussolini) un ampio piano di smobilitazione della forza alle armi dell'esercito, in vista dell'imminente stagione invernale: fu previsto il congedo di circa 600 000 uomini dei reparti schierati in Italia, lasciando solo 20 divisioni con gli organici completi o quasi e riportando le altre alla condizione del tempo di pace. Le forze in Albania ricevettero ordine di ripiegare dalle posizioni avanzate lungo la frontiera alla volta degli accampamenti invernali; ancora l'11 ottobre, durante una riunione dei capi di stato maggiore delle forze armate, Badoglio comunicò che la campagna di Grecia era definitivamente accantonata.
Quello stesso 11 ottobre, una comunicazione di Hitler informò Mussolini che truppe tedesche avevano fatto il loro ingresso nel Regno di Romania, su richiesta del governo locale che temeva un'invasione da parte dell'Unione Sovietica; in effetti, le unità della Wehrmacht avevano varcato la frontiera romena già il 7 ottobre precedente: il paese rivestiva un'importanza capitale per i tedeschi, visto che dai giacimenti petroliferi di Ploiești proveniva gran parte dei rifornimenti di carburante per la Germania e che la Romania costituiva un solido punto di partenza per l'invasione dell'URSS, ormai in avanzata fase di pianificazione. La mossa scatenò le ire di Mussolini: per l'ennesima volta Hitler attuava un'importante manovra politico-militare senza alcuna consultazione con l'alleato, informandolo solo a cose fatte. Stando alla testimonianza dei Diari di Ciano, Mussolini dichiarò: «Hitler mi mette sempre di fronte al fatto compiuto. Questa volta lo pago della stessa moneta: saprà dai giornali che ho occupato la Grecia. Così l'equilibrio verrà ristabilito»; le precedenti obiezioni di Badoglio circa l'impresa furono liquidate con un «do le dimissioni da italiano se qualcuno trova delle difficoltà per battersi con i greci».
Il piano dell'Emergenza G accantonato ormai da tempo fu precipitosamente riattivato: il 13 ottobre Badoglio, informato da Soddu della decisione di Mussolini, diramò l'ordine perché tutte le forze destinate all'Emergenza G fossero pronte all'azione per il 26 ottobre seguente. Roatta fu informato della decisione il 14 ottobre, quando fu chiamato a colloquio da Mussolini insieme a Badoglio: alla richiesta di Mussolini circa il tempo necessario ad approntare tutte le forze necessarie all'invasione, Roatta, facendo riferimento non al piano dell'Esigenza G ma a quello Guzzoni-Pariani dell'agosto 1939 (riguardante l'impiego non di otto ma di venti divisioni), richiese almeno tre mesi per il trasporto in Albania delle unità mancanti; Badoglio, contraddicendo apertamente l'ordine da lui stesso dato appena il giorno prima, diede ragione a Roatta chiedendo di posticipare ulteriormente l'azione: è possibile che il maresciallo puntasse a una tattica ritardatrice, facendo affidamento sui frequenti ripensamenti e marce indietro cui Mussolini aveva dato luogo nei mesi precedenti.

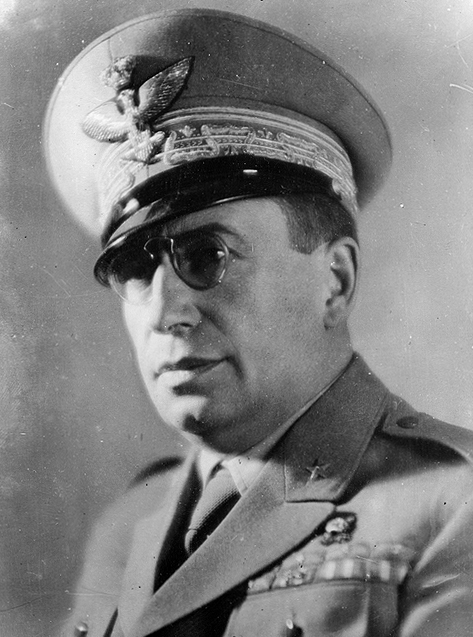
Il generale Mario Roatta, nel 1940 sottocapo di stato maggiore del Regio Esercito

Il 15 ottobre fu convocata a Palazzo Venezia una riunione dei massimi esponenti coinvolti nel piano di aggressione alla Grecia: presieduta da Mussolini, alla riunione erano presenti Badoglio, Soddu, Roatta, Visconti Prasca, Ciano e Jacomoni; senza alcuna spiegazione non fu convocato alcun esponente per l'aeronautica e per la marina militare, come se la questione non riguardasse le altre forze armate. L'offensiva che Mussolini disse di voler attuare era una sorta di combinazione dell'Emergenza G con il piano Guzzoni-Pariani: in una prima fase l'occupazione dell'Epiro e delle isole Ionie seguita poi da un'invasione a fondo della Grecia peninsulare fino all'occupazione di Atene, con la data di inizio fissata indefettibilmente al 26 ottobre. Badoglio, come del resto Roatta, si dimostrò cauto, approvando il piano d'invasione dell'Epiro ma sostenendo la necessità di far affluire altre forze per completare l'occupazione della Grecia, cosa che richiedeva almeno tre mesi per essere completata; Jacomoni dichiarò l'aperto sostegno del popolo albanese all'operazione e, pur mostrando alcune riserve cui però non diede molto peso, disse che il popolo greco era «ostentatamente noncurante», Ciano rafforzò il concetto sostenendo che vi fosse un forte scollamento tra una piccola classe dirigente, filo-britannica e anima della resistenza, e la massa della popolazione, «indifferente a tutti gli avvenimenti, compreso quello della nostra invasione». Visconti Prasca si dimostrò favorevole all'attacco senza riserva alcuna: illustrando l'azione contro l'Epiro, sostenne che l'operazione «è stata preparata fin nei minimi dettagli ed è perfetta per quanto umanamente possibile», che l'entusiasmo delle truppe italiane era altissimo e che al contrario i greci non erano «gente che sia contenta di battersi»; chiese che per il 24 ottobre fosse organizzato un incidente alla frontiera onde dare un pretesto all'inizio delle ostilità, affermò che le unità italiane godevano di una superiorità di due a uno contro i greci in Epiro e che l'afflusso delle nuove divisioni con cui proseguire la campagna si dovesse svolgere solo dopo l'occupazione dell'Epiro stesso e in particolare del porto di Prevesa. Mussolini chiuse quindi la riunione riassumendo il piano con «offensiva in Epiro, osservazione e pressione su Salonicco e, in un secondo tempo, marcia su Atene».

### I preparativi

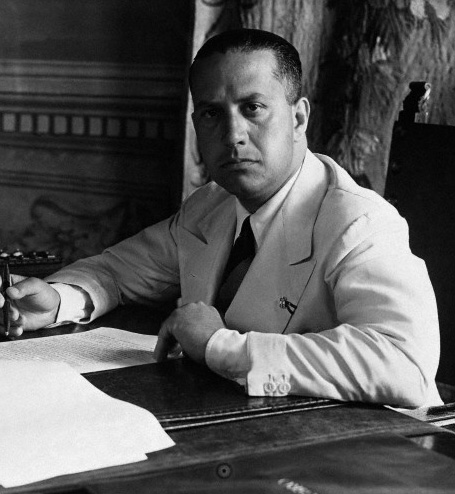
Galeazzo Ciano, ministro degli esteri italiano

L'operazione «perfetta per quanto umanamente possibile» si basava in realtà su vari presupposti affrontati in modo superficiale (quando non pienamente ignorati) nel corso della riunione. La questione dell'intervento della Bulgaria contro la Grecia, uno dei presupposti per la riuscita di Emergenza G, era stata citata solo superficialmente da Mussolini senza troppo approfondire; l'altro presupposto fondamentale, l'accettazione passiva dell'occupazione da parte dei greci, era dato per certo da Ciano e Jacomoni ma senza alcun fondamento a suo sostegno: nessun rapporto o comunicazione da parte dell'ambasciatore Grazzi o della missione diplomatica ad Atene sosteneva che il popolo greco avrebbe accettato passivamente l'invasione italiana, che Metaxas sarebbe stato disposto a concessioni territoriali senza l'uso della forza, o che il governo ellenico non godesse del sostegno della massa della popolazione, e per quanto Ciano preferisse fare affidamento sulla piccola rete di informatori messa in piedi da Jacomoni tramite notabili albanesi della Ciamuria anch'essa, dopo una serie di resoconti esageratamente ottimistici circa la facilità di un'azione offensiva nella regione, aveva riferito del forte clima anti-italiano che si registrava in Grecia dopo gli eventi dell'affondamento dello Elli e della campagna propagandistica d'agosto, oltre a registrare l'aumento della mobilitazione delle truppe.
Fu completamente ignorato uno studio delle forze greche eseguito quello stesso ottobre 1940 da parte del Servizio informazioni militare, secondo cui anche in caso di attacco bulgaro i greci sarebbero stati in grado di schierare almeno sette divisioni lungo la frontiera con l'Albania; in compenso, si diffusero tra i vertici militari italiani voci circa un'imminente rivolta delle popolazioni albanesi della Ciamuria istigata dagli italiani o di operazioni di corruzione di alti ufficiali greci perché favorissero l'invasione: non vi è alcuna risultanza documentale che si sia mai tentato di attuare concretamente questi propositi, salvo la messa a disposizione di Jacomoni di un fondo di cinque milioni di lire al fine di creare «situazioni ambientali, sia al di qua che al di là della frontiera, necessarie a uno svolgimento idoneo degli avvenimenti», e molto probabilmente impiegato solo in operazioni di propaganda e per stipendiare informatori.
Badoglio ebbe nella fase dei preparativi un atteggiamento singolare: come scrive Cervi, il maresciallo «approvava ma ostacolava, ostacolava ma approvava. Sapeva che l'impresa nasceva male, ma non era né così risoluto da opporsi a essa, né così arrendevole da accettarla senza riserve». Il 17 ottobre Badoglio si riunì con i capi di stato maggiore delle tre forze armate, Roatta per l'esercito, il generale Francesco Pricolo per l'aeronautica e l'ammiraglio Domenico Cavagnari per la marina, i quali si espressero unanimemente contro l'impresa di Grecia: Roatta rinnovò le sue perplessità sull'esiguità dei reparti schierati per l'invasione, Pricolo era preoccupato per l'eccessiva dispersione delle forze aeree italiane, occupate proprio in quel momento a inviare un corpo aereo in Belgio in appoggio ai tedeschi nella battaglia d'Inghilterra e a sostenere le operazioni in Libia, Cavagnari paventò l'isolamento del Dodecaneso e l'eccessivo onere posto in capo alle forze navali, già duramente impegnate contro la flotta britannica per garantire il flusso dei rifornimenti verso il teatro nordafricano. Badoglio si disse d'accordo con questi rilievi, ma la sua risoluzione svanì il giorno seguente quando si presentò a colloquio con Mussolini: influenzato anche da un precedente colloquio con Soddu, sostenitore di Visconti Prasca e ormai convinto anch'egli della facilità dell'impresa, l'unica cosa che il maresciallo chiese e ottenne fu un lieve posticipo della data d'inizio dell'invasione; la dichiarazione di guerra alla Grecia fu quindi spostata dal 26 al 28 ottobre: la coincidenza con l'anniversario della marcia su Roma risultò perciò un evento non preventivato.

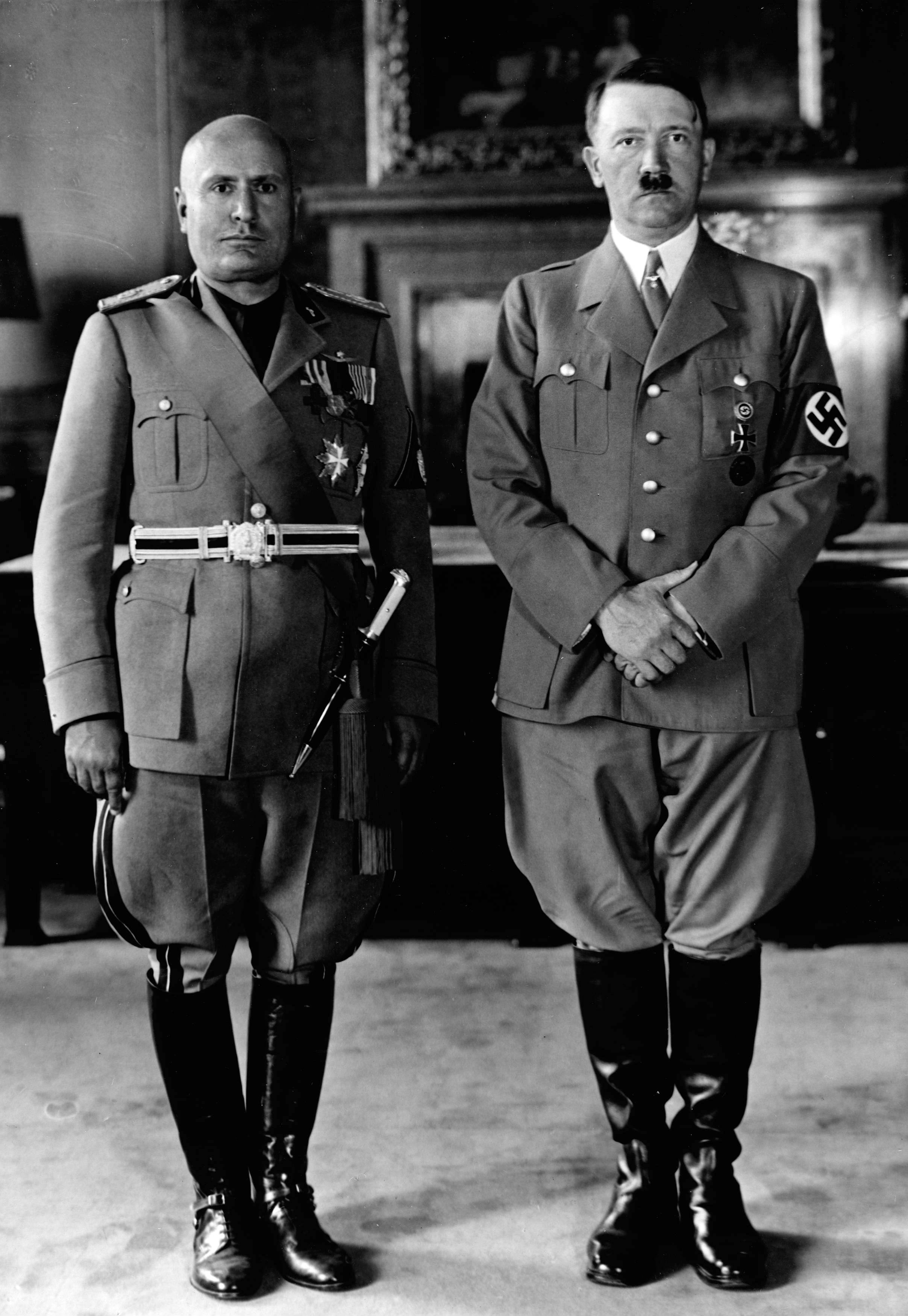
Mussolini e Hitler durante un incontro, avvenuto nel giugno 1940 a Monaco di Baviera

I presupposti per un successo svanirono ben presto uno dopo l'altro. Il 16 ottobre il capo di gabinetto di Ciano Filippo Anfuso si recò dallo zar Boris III di Bulgaria con una lettera di Mussolini che chiedeva l'intervento del paese nell'imminente campagna contro la Grecia; la risposta fu un rifiuto: l'esercito bulgaro era insufficientemente equipaggiato per una guerra moderna e il paese temeva un attacco dalla confinante Turchia. Anche l'effetto sorpresa venne meno: l'ambasciatore greco a Roma Politis, imitato anche dal suo collega a Berna, informò Atene il 25 ottobre che un'invasione italiana poteva avere inizio nel periodo tra il 25 e il 28 ottobre; anche i diplomatici tedeschi in Italia dimostrarono di avere sentore dell'operazione: l'ambasciatore Hans Georg von Mackensen riferì a Berlino il 19 ottobre che l'offensiva italiana contro la Grecia sarebbe partita il 23 ottobre seguente, e che avrebbe riguardato l'occupazione dell'intera nazione. Quello stesso 19 ottobre Mussolini redasse una lettera per Hitler, poi spedita il 23 ottobre ma effettivamente recapitata il 25, nella quale accennava molto vagamente alla sua intenzione di occupare la Grecia, senza del resto fornire una data precisa per l'azione; forse abituato ai continui cambiamenti di programma di Mussolini, il Führer non espresse subito la sua contrarietà all'invasione ma propose un incontro tra i due dittatori per discutere della questione di persona: la data fu fissata al 28 ottobre, giusto poche ore dopo l'inizio dell'operazione.
Redatto da Ciano il 20 ottobre, l'ultimatum che l'ambasciatore Grazzi dovette recapitare a Metaxas alle 03:00 del 28 ottobre era congegnato per risultare inaccettabile: facendo riferimento a incidenti di frontiera avvenuti tra il 25 e il 27 ottobre precedente (e orchestrati dalle stesse autorità italiane), l'Italia chiedeva la facoltà di occupare, entro tre ore dal recapito del testo, «alcuni punti strategici» del territorio greco fino alla conclusione del conflitto con il Regno Unito, minacciando di ricorrere all'uso della forza se le unità greche si fossero opposte. A Grazzi, che in un disperato tentativo cercava di indurre Metaxas a evitare la guerra accettando le richieste formulate nell'ultimatum, il dittatore fece notare che ciò era fisicamente impossibile: in appena tre ore non si poteva convocare il governo e i vertici militari, approvare la richiesta e comunicare alle truppe alla frontiera di non opporsi ai reparti italiani, oltre al fatto che non era specificato chiaramente quali fossero questi "punti strategici" da cedere all'Italia e che nessuna garanzia veniva data all'integrità territoriale futura della Grecia. Rientrato in ambasciata Grazzi, Metaxas convocò il consiglio dei ministri e chiamò l'ambasciatore britannico Palairet chiedendo l'immediata assistenza del Regno Unito, in particolare per fornire forze aeree e inviare la flotta nelle acque elleniche onde impedire eventuali invasioni anfibie del Peloponneso (ipotesi temuta dai greci ma nemmeno presa in considerazione dai pianificatori italiani). La mattina del 28 ottobre, mentre Mussolini e Hitler si incontravano a Firenze, la campagna italiana di Grecia aveva preso avvio già da alcune ore.

## Le forze in campo

### Italia

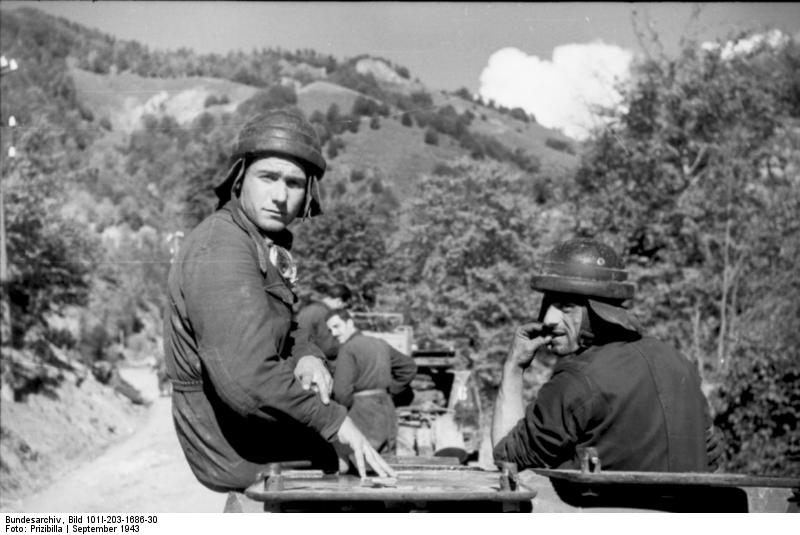
Carristi italiani diretti verso il confine greco-albanese in vista dell'offensiva

Il comportamento di Visconti Prasca, che non chiese tempestivamente ulteriori truppe pur rendendosi conto dell'esiguità delle forze a sua disposizione per tentare operazioni più estese dell'occupazione del solo Epiro, è stato spiegato con questioni di gerarchia militare: già la guida di otto divisioni avrebbe richiesto l'istituzione di un comando di armata con due corpi d'armata subordinati (uno per il fronte dell'Epiro a sud-ovest, uno per quello della Macedonia a nord-est), ma Visconti-Prasca era un generale di corpo d'armata e metterlo a capo di un'armata avrebbe comportato la sua promozione a generale d'armata, scavalcando ufficiali di anzianità maggiore alla sua e violando le regole (scritte e non scritte) dello stato maggiore riguardo alle promozioni. Poiché sostituirlo non era possibile per via della piena fiducia riposta in lui da Mussolini, alla fine Visconti Prasca ottenne di avere sotto di sé due corpi d'armata pur continuando a rimanere un generale di corpo d'armata, ma la situazione non poteva durare se altre divisioni fossero nel frattempo affluite: pertanto, Visconti Prasca voleva le nuove truppe solo quando la conquista dell'Epiro avrebbe garantito una sua promozione per meriti sul campo. La conseguenza pratica di tutto ciò fu che gli italiani iniziarono la campagna con forze del tutto insufficienti per la realizzazione dei loro obiettivi strategici e schierate su una linea del fronte troppo ampia per le loro capacità.

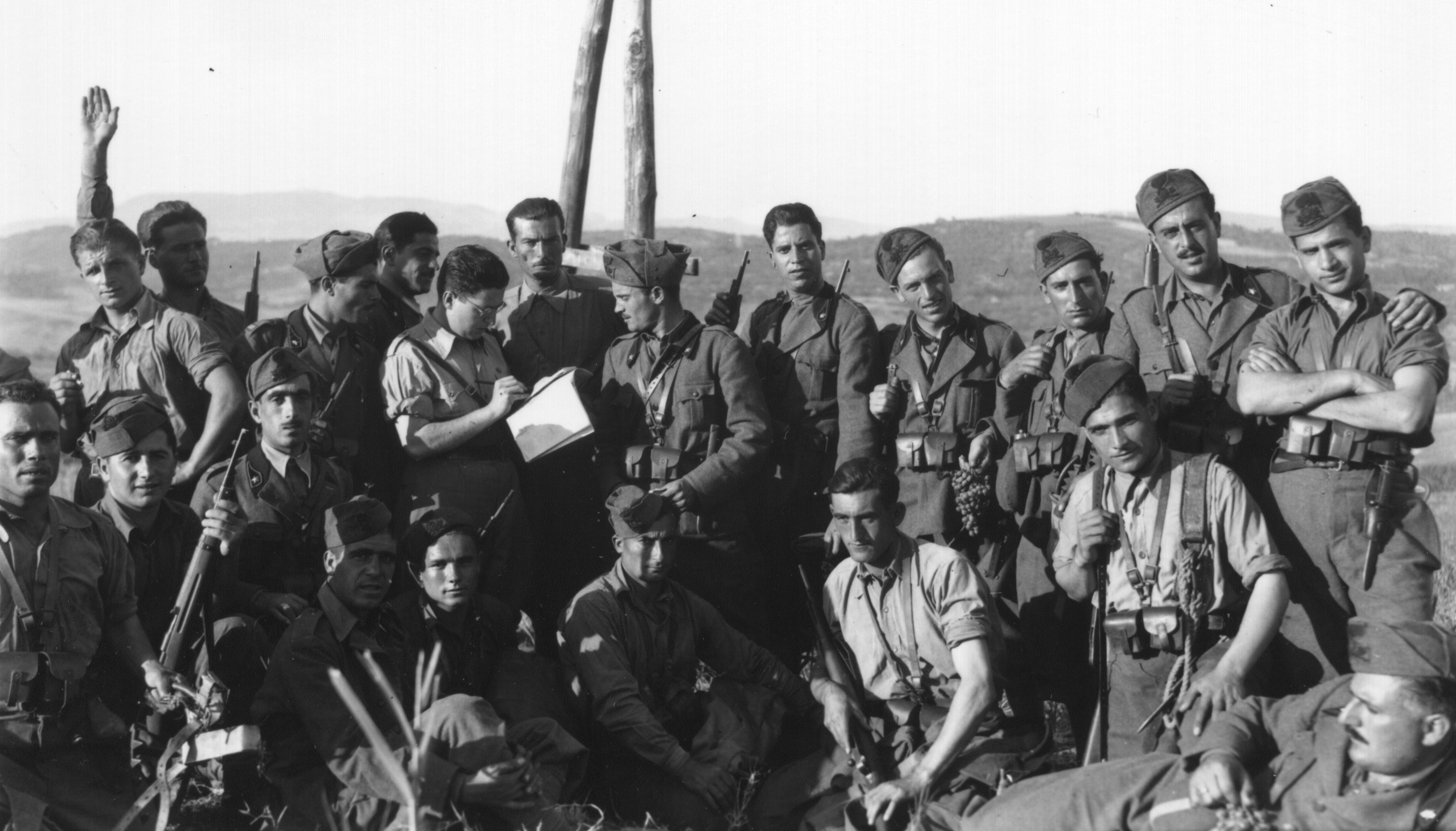
Foto di gruppo di soldati italiani ritratti nell'agosto 1940

Incaricato dell'occupazione dell'Epiro era il Corpo d'armata della Ciamuria (poi XXV Corpo d'armata) del generale Carlo Rossi, così schierato: all'estrema ala sud-ovest, lungo la zona costiera, era collocato il "Raggruppamento Litorale" (circa 5 000 uomini), una formazione composita costituita dal 3º Reggimento "Granatieri di Sardegna e d'Albania", da alcuni squadroni di cavalleria appartenenti al 7º Reggimento "Lancieri di Milano" e al 6º Reggimento "Lancieri di Aosta", da alcune batterie di artiglieria e da una formazione di volontari albanesi; al suo fianco stavano, da sud a nord, la 51ª Divisione fanteria "Siena" (9 000 uomini) e la 23ª Divisione fanteria "Ferrara" (16 000 uomini di cui 3 500 albanesi), con in seconda schiera la 131ª Divisione corazzata "Centauro" (4 000 uomini con 163 carri armati). Davanti alla Macedonia occidentale, con funzioni prettamente difensive, era schierato il XXVI Corpo d'armata del generale Gabriele Nasci con la 49ª Divisione fanteria "Parma" (12 000 uomini) alla frontiera e in riserva la 29ª Divisione fanteria "Piemonte" (9 000 uomini) e la 19ª Divisione fanteria "Venezia" (10 000 uomini); a congiunzione dei due corpi d'armata era la 3ª Divisione alpina "Julia" (10 800 uomini), incaricata di occupare il massiccio del Pindo, mentre a protezione della frontiera tra Albania e Jugoslavia era stata lasciata la 53ª Divisione fanteria "Arezzo" (12 000 uomini di cui 2 000 albanesi). Sul totale di 140 000 uomini disponibili in Albania (84 battaglioni combattenti più unità di retrovia e carabinieri), sarebbero stati 87 000 con 654 pezzi d'artiglieria quelli impiegati nella prima fase offensiva contro la Grecia; in aggiunta, a Brindisi la 47ª Divisione fanteria "Bari" si stava preparando a uno sbarco anfibio a Corfù (supportata da una squadra navale comprendente due vecchi incrociatori leggeri, due cacciatorpediniere, tre torpediniere e tre navi da trasporto) mentre altre quattro divisioni erano in preparazione per la seconda fase dell'offensiva, la marcia su Atene, con arrivo al fronte previsto per la metà di novembre.
Un elemento di debolezza intrinseco alle formazioni italiane era dato dalla consistenza organica delle divisioni. Sulla base della riforma Pariani del 1938, le divisioni di fanteria italiane avevano abbandonato il sistema "ternario" o "triangolare" (ovvero con un organico di tre reggimenti di tre battaglioni ciascuno), adottato da quasi tutti gli eserciti del mondo, in favore di uno "binario" (due reggimenti di tre battaglioni l'uno); l'intenzione era quello di alleggerire i reparti per renderli più agili e rapidi nei movimenti (oltre che moltiplicare il numero di divisioni disponibili), ma in definitiva servì solo a impoverire di uomini e potenza di fuoco le unità (a fronte dei 15 000 uomini di una "ternaria" una divisione "binaria" ne schierava 10/11 000) senza per questo aumentarne la velocità di spostamento (che dipendeva più dalla disponibilità di autocarri e veicoli motorizzati, sempre carente). Come rinforzo per le deboli divisioni binarie si previde di aggregare ai loro organici una legione di due battaglioni della Milizia Volontaria per la Sicurezza Nazionale (di limitato valore bellico a causa del carente addestramento e della penuria di armi pesanti in dotazione) o battaglioni di truppe albanesi, ma anche così una divisione italiana aveva tra sei e otto battaglioni contro i nove della divisione greca.

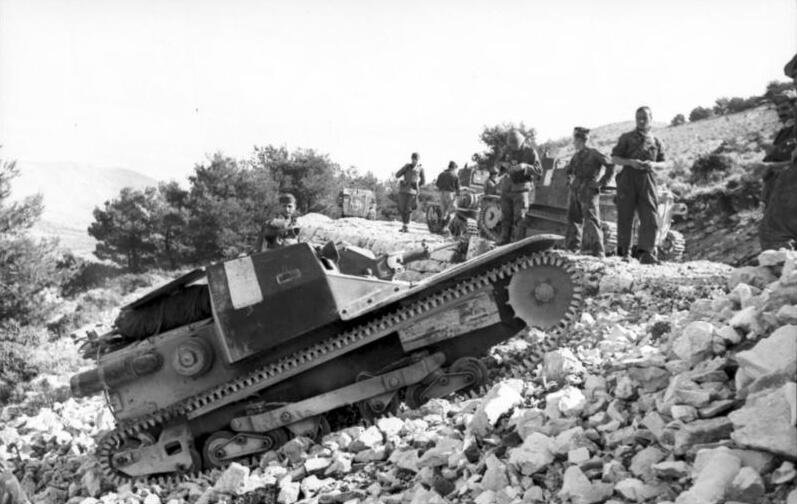
Un carro armato CV33 italiano in azione su un terreno montuoso

L'armamento dei soldati italiani era costituito da un miscuglio di armi dell'epoca della prima guerra mondiale (in particolare per quanto riguarda le artiglierie campali) e altre progettate negli anni 1930: equipaggiamenti standard per la fanteria erano i fucili Carcano Mod. 91, i fucili mitragliatori Breda Mod. 30, le mitragliatrici Fiat Mod. 14/35 e Breda Mod. 37 e i mortai Brixia Mod. 35 e 81 Mod. 35. Un elemento di vantaggio era costituito dalla presenza di una divisione corazzata, visto che i greci non disponevano di carri armati o moderne armi anticarro, ma la "Centauro" era equipaggiata solo con carri leggeri CV33, piccoli veicoli armati unicamente di mitragliatrici, e solo a campagna iniziata arrivò un battaglione di più moderni carri medi M13/40; il terreno montuoso e i sentieri fangosi dell'Epiro non erano comunque uno scenario favorevole all'impiego di forze corazzate. Cosa ben più grave, le forze italiane iniziarono una campagna invernale su un terreno montuoso senza un adeguato equipaggiamento da montagna (carenti si rivelarono cappotti e scarponi a causa degli scadenti materiali autarchici con cui erano realizzati) e con un sistema logistico insufficiente: a fronte della necessità di 10 000 tonnellate di rifornimenti giornalieri necessari per alimentare la campagna, i due porti principali di Durazzo e Valona avevano in condizioni ottimali una capacità di scarico massima di 3 500 tonnellate (incrementata a fine febbraio ad appena 4 100 tonnellate), mentre per portare i rifornimenti al fronte si doveva fare affidamento solo su muli e cavalli, visto che gli autocarri inviati in Albania a metà novembre erano solo 107; croniche le carenze delle trasmissioni, le stazioni radio funzionavano con difficoltà nel clima umido e freddo e i collegamenti telefonici tra l'Italia e l'Albania dovettero essere potenziati a campagna già iniziata.

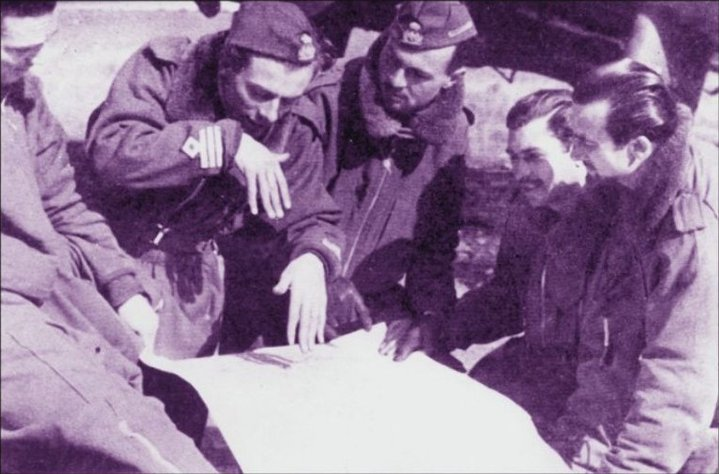
L'asso Giuseppe Cenni mostra la sequenza dei tuffi con gli Stuka durante la Campagna di Grecia. Tutti i piloti della 239ª Sq., e che sono ritratti nella foto, perderanno la vita in azione di guerra (gennaio 1941, Galatina)

L'Italia godeva di un sostanziale vantaggio sui greci per quanto riguardava la componente aerea. Al 10 novembre la Regia Aeronautica schierava in Albania, sotto il comando del generale Ferruccio Ranza, otto squadriglie da bombardamento con 31 velivoli Savoia-Marchetti S.M.79 e 24 Savoia-Marchetti S.M.81, nove squadriglie da caccia con 47 Fiat G.50, 46 Fiat C.R.42 e 14 Fiat C.R.32 e due squadriglie da ricognizione con 25 IMAM Ro.37; nelle basi aeree della Puglia erano invece dislocate sedici squadriglie da bombardamento con 60 CANT Z.1007, 18 S.M. 81, 18 Fiat B.R.20 e 23 idrovolanti CANT Z.506, due nuovi gruppi "Tuffatori" o bombardieri in picchiata, esattamente il 96º e 97º tra cui la 239ª Squadriglia, con 20 Junkers Ju 87 "Stuka" di origine tedesca di base all'Aeroporto di Galatina vicino a Lecce, quattro squadriglie da caccia con 12 Macchi M.C.200, 33 G.50 e 9 C.R.32, per un totale di circa 400 velivoli. I velivoli italiani erano in maggioranza datati ma ancora relativamente competitivi nel 1940; il problema più grave era la strategia d'impiego: l'aviazione rivendicava un ruolo autonomo e indipendente dall'esercito, ma aveva pochi velivoli e dalle caratteristiche inadeguate per condurre massicce incursioni in profondità contro obiettivi di rilevanza strategica, oltre a disporre di un servizio informazioni molto inefficiente (il quale non solo sovrastimava le forze aeree nemiche, ma non era neppure capace di localizzare con precisione tutte le basi aeree sul suolo greco). Gli aerei italiani furono molto più spesso chiamati a missioni di supporto diretto al suolo, sia per bombardare la linea del fronte sia per paracadutare rifornimenti ai reparti isolati, un compito poco amato dai piloti i quali non avevano ricevuto addestramento specifico; i collegamenti interforze erano solo a livelli di vertice: la pratica di distaccare ufficiali dell'aviazione al suolo con i reparti terrestri per guidare le missioni di supporto aereo era sconosciuta.

### Grecia

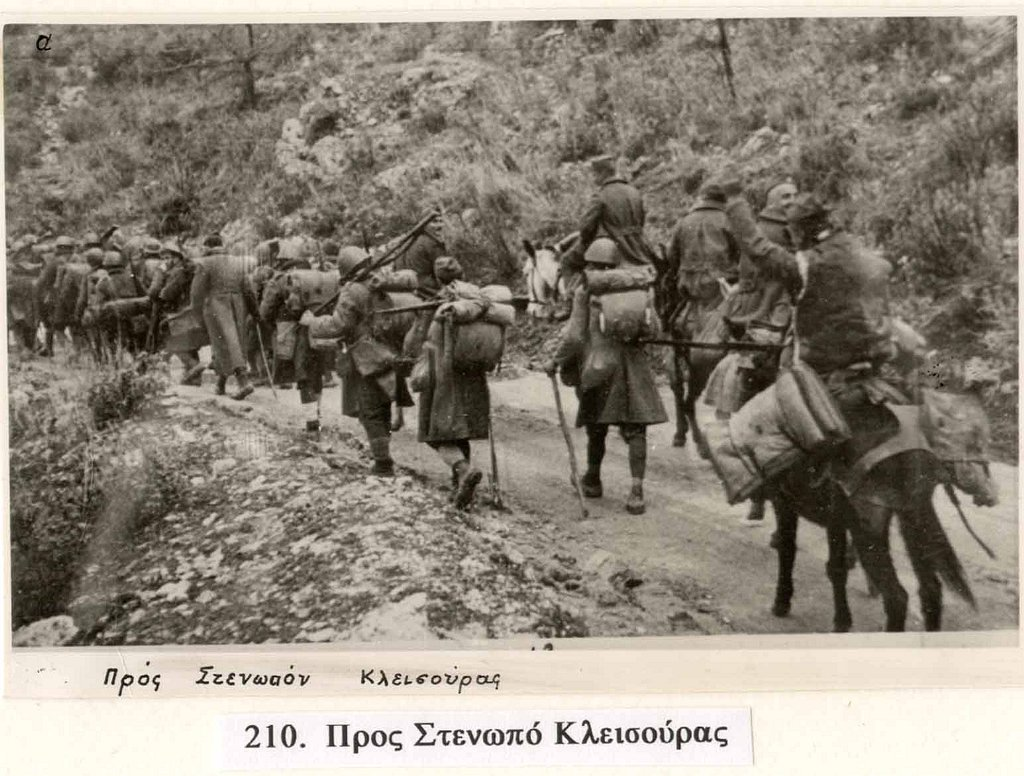
Una colonna di fanti greci in movimento sul terreno montuoso

La lenta procedura di mobilitazione delle forze greche portò progressivamente sotto le armi circa 500 000 uomini, di cui più o meno 300 000 (comprese truppe dei servizi e di retrovia) furono prima o poi schierati contro gli italiani. Lo stato maggiore greco entrò in guerra sulla base delle linee del piano IB approntato precedentemente, il quale prevedeva una guerra difensiva contro l'aggressione congiunta di Italia e Bulgaria; quando si rese conto che i bulgari non avrebbero partecipato al conflitto, Papagos iniziò a trasferire sempre più unità dal settore della Tracia a quello dell'Epiro, fino a schierare sul fronte albanese la maggior parte delle divisioni più efficienti a sua disposizione.
Allo scoppio della guerra l'esercito greco (Ellinikós Stratós) schierava in Epiro l'8ª Divisione fanteria rinforzata da una brigata addizionale di fanteria e da una di artiglieria per un totale, comprese le unità di presidio statico, di 15 battaglioni di fanteria e 16 batterie e mezzo di artiglieria con altri 7 battaglioni schierati in rinforzo nelle retrovie; la Macedonia occidentale era difesa dalla 9ª Divisione fanteria e dalla 4ª Brigata fanteria, per un totale di 22 battaglioni e 22 batterie e mezzo, mentre come giunzione tra le due forze vi erano due battaglioni, una formazione mista di cavalleria e una batteria e mezzo di artiglieria schierate nella zona del Pindo. Già il 14 novembre il numero delle divisioni greche schierate contro gli italiani era salito a sette, per poi arrivare a quattordici nel gennaio 1941; le divisioni greche avevano struttura triangolare (tre reggimenti di tre battaglioni ciascuno), risultando così singolarmente più consistenti delle corrispettive divisioni italiane. Le forze greche furono organizzate in due armate: l'Armata dell'Epiro del generale Markos Drakos e l'Armata della Macedonia occidentale del generale Ioannis Pitsikas.

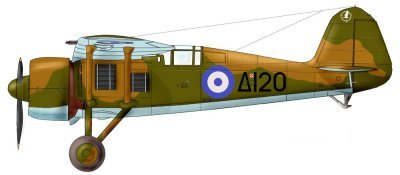
Raffigurazione di un caccia PZL P.24 con i contrassegni dell'aeronautica greca

L'equipaggiamento delle forze terrestri greche era datato, risalendo in massima parte al periodo della prima guerra mondiale: la fanteria era equipaggiata con fucili Mannlicher-Schönauer e mitragliatrici Saint-Étienne mod. 1907, Hotchkiss Mle 1914 e Schwarzlose, l'artiglieria era piuttosto carente ma compensata da una buona disponibilità di mortai Brandt 81 mm Mle 1927 con artiglieri molto bene addestrati; non vi erano carri armati o autoblindo, e la motorizzazione dei reparti era affidata a pochi autocarri racimolati alla meglio.
La Regia aviazione greca (Ellinikí Vasilikí Aeroporía) era inferiore numericamente rispetto alla sua corrispettiva italiana: fonti greche indicano il totale dei velivoli in 38 caccia, 9 bombardieri leggeri, 18 bombardieri pesanti e 50 tra ricognitori e aerei per la cooperazione con le truppe al suolo, altri autori riportano un totale di 44 caccia, 39 bombardieri e 66 tra ricognitori e aerei d'appoggio. Solo una piccola parte dei velivoli greci era rappresentata da aerei moderni e competitivi, con un gran numero di apparecchi ormai tecnologicamente superati; i tipi più moderni erano rappresentati dai caccia Bloch MB 150 francesi e PZL P.24 polacchi e dai bombardieri Potez 630 francesi, Fairey Battle e Bristol Blenheim britannici.
La Regia marina ellenica (Vasilikó Nautikó) era una forza piccola: dopo l'affondamento dell'Elli, la flotta comprendeva l'incrociatore corazzato Georgios Averof (ormai obsoleto e impiegato come nave scuola), due vecchie navi da difesa costiera (pre-dreadnought classe Kilkis, non più bellicamente efficienti), dieci cacciatorpediniere di cui quattro obsoleti (unità della classe Aetos) e sei moderni (quattro della classe Kountouriotis di costruzione italiana e due classe Vasilefs Georgios di costruzione britannica), tredici torpediniere per la maggior parte datate, sei sommergibili relativamente moderni e altre unità ausiliarie.

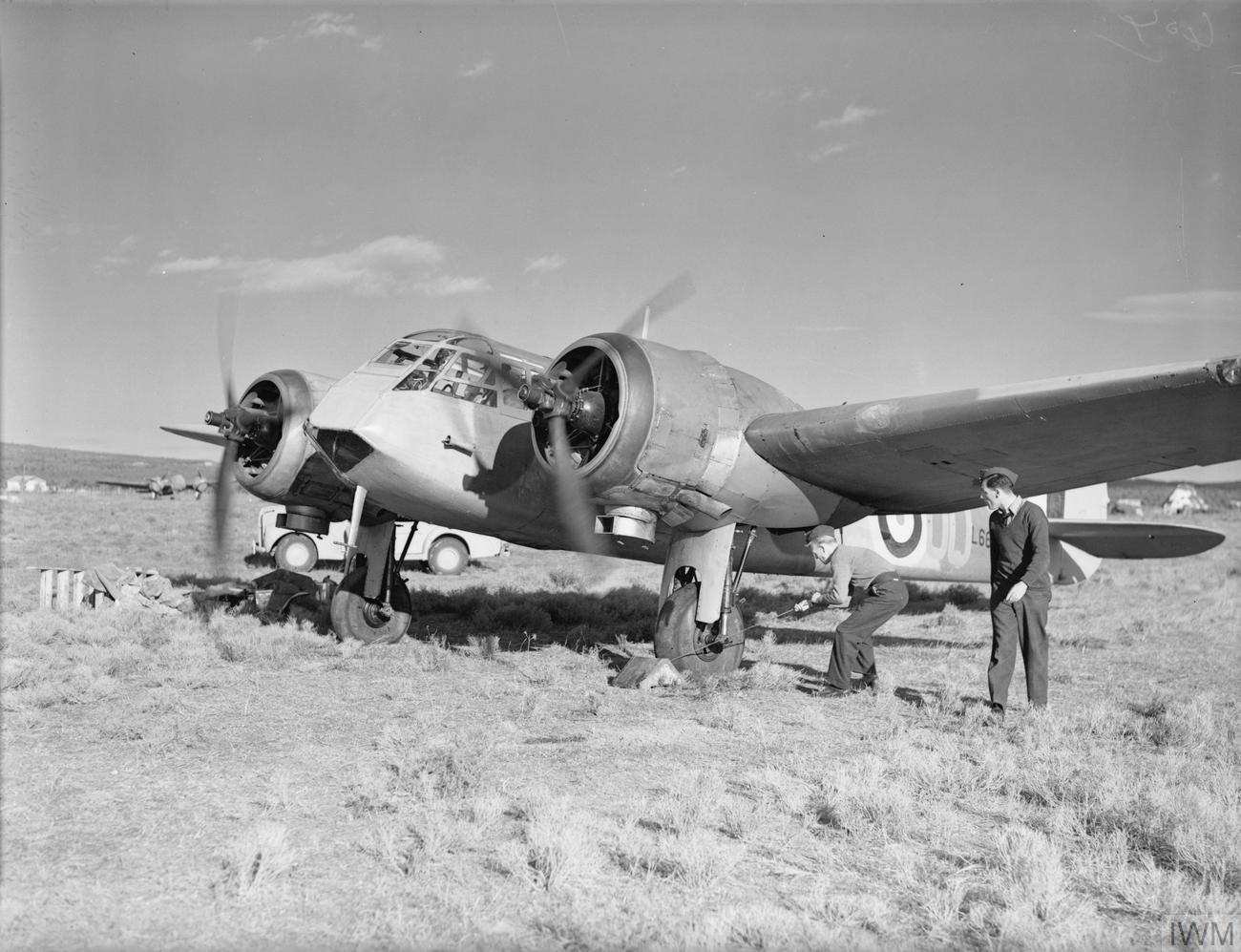
Un Bristol Blenheim britannico in una base aerea greca

### Regno Unito
Il Regno Unito iniziò a fornire aiuti alla Grecia già ai primi di novembre: una brigata di fanteria fu inviata a presidiare l'isola di Creta, in modo che la divisione di fanteria reclutata localmente potesse essere dispiegata in Epiro contro gli italiani; la Royal Air Force inviò subito in Grecia una squadriglia di bombardieri leggeri Bristol Blenheim, seguita nelle settimane successive da altre squadriglie di bombardieri Blenheim e Vickers Wellington e di caccia Gloster Gladiator, questi ultimi ceduti poi ai greci e sostituiti dai più moderni caccia Hawker Hurricane. Il 16 novembre arrivarono al porto del Pireo 2 200 soldati britannici e 310 automezzi dei reparti di supporto a terra della RAF, seguiti poi da reparti di artiglieria contraerea con altri 2 000 uomini e 400 automezzi; il comando dei reparti britannici in Grecia fu poi assunto dal vice maresciallo dell'aria John D'Albiac.
I greci accettarono di buon grado l'aiuto britannico, ma posero limiti al suo impiego onde non fornire alla Germania un pretesto per iniziare le ostilità contro la Grecia stessa: i reparti di caccia furono dislocati negli aeroporti dell'Epiro, ma i bombardieri furono confinati molto più a sud nelle basi aeree intorno ad Atene, in modo che non potessero rappresentare una minaccia per i pozzi petroliferi di Ploiești cari alla Germania; a ogni modo, i bombardieri britannici sfruttarono gli aeroporti greci per condurre raid contro le principali basi navali nel Sud della penisola italiana come Brindisi, Taranto e Napoli.

## La campagna

### L'offensiva di Visconti Prasca

Mappa dell'offensiva iniziale italiana, dal 28 ottobre al 18 novembre 1940

All'alba del 28 ottobre le forze italiane si mossero lungo il fronte da Gramos al mare: stando ai resoconti italiani le unità si mossero alle 6:00, ora di scadenza dell'ultimatum, mentre secondo fonti greche i primi reparti superarono la frontiera già alle 5:30. Il Raggruppamento Litorale mosse lungo la costa alla volta della foce del fiume Kalamas, mentre al suo fianco le divisioni "Siena" e "Ferrara" avanzarono in due colonne lungo la valle del fiume Vojussa con in appoggio i reparti motorizzati e corazzati della "Centauro", con obiettivo il ponte di Perati e la cittadina di Kalibaki; più a nord, gli alpini della "Julia" mossero sul massiccio del monte Smólikas, parte della catena del Pindo e alto 2 600 metri, divisi in cinque colonne con obiettivo finale la cittadina di Metsovo, al fine di isolare le truppe greche nell'Epiro da quelle nella Macedonia occidentale. Il maltempo, iniziato già il 26 ottobre, ostacolò ben presto l'avanzata: le forti piogge ingrossarono il corso dei torrenti e trasformarono i sentieri in strisce di fango, con gli alpini della "Julia" che si ritrovarono a doversi aprire la strada lungo viottoli in mezzo a boschi. Per tale ragione la campagna di Grecia fu soprannominata dagli alpini la "campagna del fango". Le piogge ostacolarono anche l'intervento dell'aviazione, annullando in parte il principale vantaggio di cui godevano gli italiani: furono condotti bombardamenti nelle retrovie greche contro i porti di Patrasso e Prevesa, il canale di Corinto e l'aeroporto di Tatoi vicino ad Atene, ma il supporto diretto ai reparti avanzanti nell'Epiro si rivelò nullo.
Il mare in tempesta portò il 29 ottobre alla cancellazione del progettato sbarco a Corfù, eliminando l'unico elemento di dinamismo nel piano italiano: l'offensiva si risolse in un mero movimento in avanti lungo la frontiera, un attacco frontale su un terreno che il nemico conosceva bene senza i vantaggi del fattore sorpresa o dell'appoggio aereo. Nei primi tre giorni l'avanzata italiana fu ostacolata più dal maltempo che dai difensori greci: il generale Papagos, nominato comandante in capo delle forze elleniche e affiancato dal generale Konstantinos Pallis come capo di stato maggiore dell'esercito, aveva organizzato la sua prima linea difensiva lungo il corso del fiume Kalamas, ancorata sulla destra ai massicci della catena del Pindo, con una seconda linea di difesa più indietro lungo i fiumi Arachthos e Venetikos fino al corso dell'Aliacmone; gli avamposti lungo la frontiera albanese furono abbandonati e le unità dell'Epiro ricevettero l'ordine di condurre una difesa elastica, ritardando il più possibile le forze italiane mentre l'Armata della Macedonia occidentale del generale Pitsikas, continuamente rinforzata da reparti richiamati dalla frontiera bulgara, andava concentrandosi per un'offensiva in territorio albanese verso Coriza.

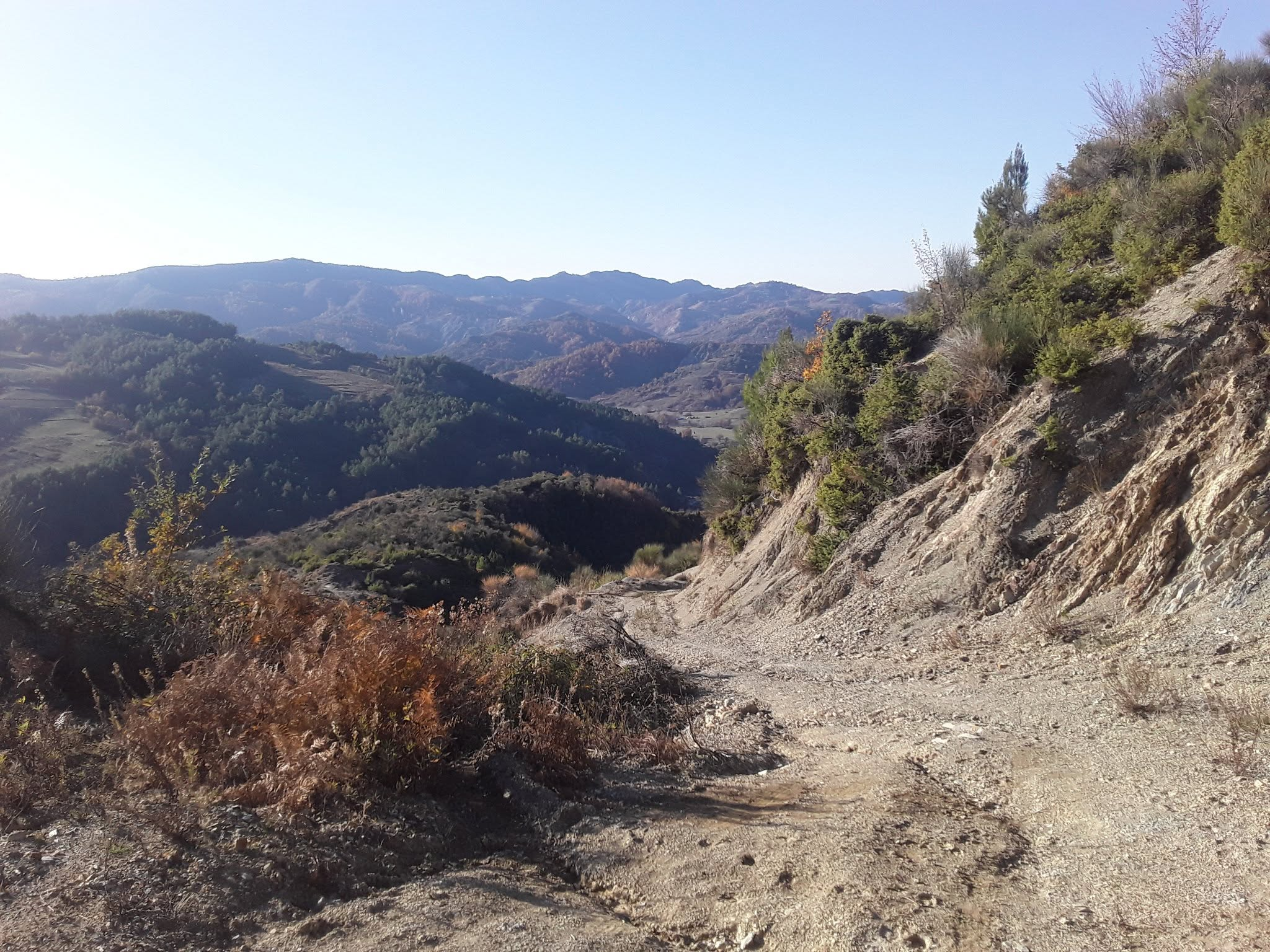
Soldati italiani durante l'inverno in Albania

Le prime avanguardie italiane raggiunsero il Kalamas il 29 ottobre, mentre la "Julia" continuava a muoversi cautamente in avanti lungo i rilievi del Pindo raggiungendo Konitsa e Samarina: il trasporto dei rifornimenti lungo un terreno di 1 500 e più metri di quota si rivelò subito molto difficile, e le forze a disposizione della divisione si dimostrarono troppo esigue per condurre la manovra a tenaglia verso Metsovo. La manovra della "Julia", penetrata per più di 40 chilometri in territorio nemico, impensierì i greci che temevano un isolamento delle loro forze nell'Epiro da quelle nella Macedonia, e il 1º novembre l'armata di Pitsikas iniziò la sua offensiva in direzione dell'Albania: le divisioni italiane "Parma" e "Piemonte", frettolosamente rinforzate dai reparti della "Venezia" richiamata dalla frontiera jugoslava, furono ingaggiate frontalmente ed entro il 3 novembre le prime unità greche raggiunsero il fiume Devoli in territorio albanese. Il 2 novembre la "Julia" raggiunse il corso del fiume Vojussa e catturò la cittadina di Vovousa, 30 km a nord dell'obiettivo Metsovo, ma quello stesso giorno iniziarono gli attacchi greci alle fragili retrovie della divisione: gli alpini si ritrovarono ben presto isolati, privi di contatti radio con il comando e riforniti solo da lanci da parte degli aerei.

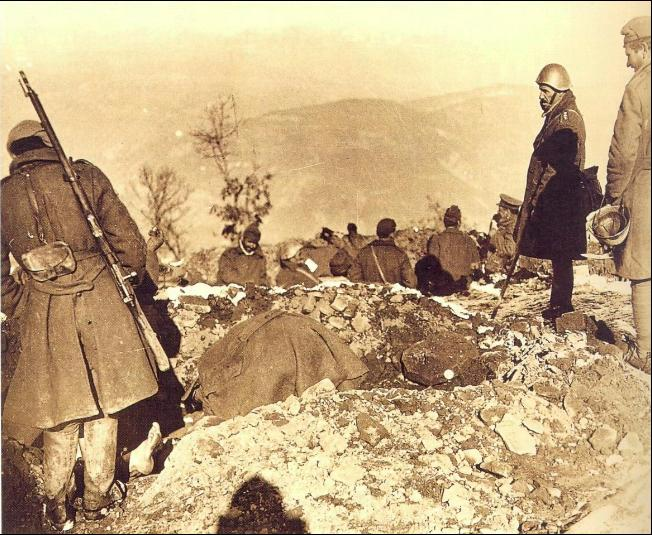
Truppe greche in trincea nel settore del Kalamas

Mentre la divisione "Bari", poi seguita dalla 101ª Divisione motorizzata "Trieste", veniva frettolosamente inviata in Albania a puntellare lo schieramento italiano e il generale Nasci distaccava alcuni reparti della "Centauro" per ristabilire i contatti con la "Julia", Visconti Prasca continuò con il suo attacco in Epiro: i difensori greci, rinforzati dall'arrivo di tre nuove divisioni e di un reggimento scelto di euzoni, tennero duro lungo il corso del fiume Kalamas, difficilmente guadabile per gli italiani, ma tra il 4 e il 5 novembre la "Siena" riuscì a stabilire una testa di ponte lungo la sponda sud, ricongiungendosi con il Raggruppamento Litorale che aveva attraversato la foce del fiume già il 28 ottobre. Il fronte stava ruotando, con gli italiani in avanzata verso sud-est e i greci in movimento verso nord-ovest, con la "Julia" a fare da perno; ormai circondata, la divisione alpina ricevette il 7 novembre l'ordine da Nasci di ritirarsi: dopo duri combattimenti contro i reparti greci infiltrati alle spalle e otto giorni senza un vitto regolare, la "Julia" riuscì infine a sottrarsi all'accerchiamento e a ripiegare su Konitsa il 10 novembre dopo aver perso un buon quinto dei suoi effettivi.
Mentre lo schieramento italiano arrancava in Epiro e dava pericolosi segni di cedimento sul Pindo e nel settore di Coriza, Visconti Prasca («un esaltato» lo definì il generale Pricolo dopo un incontro faccia a faccia il 2 novembre) continuava a dirsi fiducioso sulla riuscita dell'offensiva e a definire come «non inquietante» la situazione al fronte. La controffensiva greca stava però impensierendo gli alti comandi italiani, e il 6 novembre lo stato maggiore generale ordinò l'istituzione di un gruppo d'armate in Albania forte di due armate: la IX Armata del generale Mario Vercellino avrebbe difeso il settore di Coriza con le divisioni "Piemonte", "Parma", "Venezia" e "Arezzo" e quello del Pindo con la "Julia", la "Bari" e la 2ª Divisione alpina "Tridentina" di prossimo arrivo, l'XI Armata del generale Carlo Geloso avrebbe proseguito l'offensiva in Epiro con le divisioni "Siena", "Ferrara" e "Centauro" più altre quattro divisioni in fase di afflusso; altre tre divisioni sarebbero state concentrate in Puglia come riserva. Visconti Prasca fu presto messo da parte: il 9 novembre il generale fu formalmente sostituito al comando delle truppe italiane in Albania dal generale Soddu e designato a comandare la costituenda XI Armata, ma già l'11 novembre fu sostituito da Geloso e il 30 novembre posto in congedo assoluto per decisione del consiglio dei ministri.

### La controffensiva greca

Mappa della controffensiva greca, dal novembre 1940 all'aprile 1941

La mobilitazione delle forze italiane dirette in Albania s'incrociò con la smobilitazione invernale decisa da Mussolini e Soddu il 2 ottobre e non revocata all'inizio delle ostilità con la Grecia, scatenando un completo caos organizzativo: divisioni ridotte al 50% della dotazione organica completa furono frettolosamente ricostruite con reparti prelevati da altre formazioni, ufficiali furono spediti a comandare unità mai viste prima e comandi furono allestiti in fretta e furia e senza personale. Il rafforzamento dello schieramento italiano in Albania si svolse con momenti di ansia se non di panico, con una scarsa capacità di fronteggiare situazioni impreviste dimostrata dai comandi italiani: le divisioni furono inviate al fronte a pezzi, reggimenti e battaglioni appena sbarcati venivano subito inviati in linea per fronteggiare nuove emergenze spezzando l'unitarietà organica delle formazioni e privandole dei reparti di supporto normalmente necessari per un corretto funzionamento delle unità sul campo; la strettoia dei porti albanesi, con la loro scarsa capacità di scarico, si rivelò deleteria per l'afflusso di reparti e armi pesanti, e si fece quindi ricorso al trasporto aereo (48 000 uomini e 5 400 tonnellate di rifornimenti furono portate al fronte in questo modo durante la campagna) anche grazie al decisivo contributo di 65 aerei da trasporto Junkers Ju 52 della Luftwaffe tedesca intervenuti in aiuto.

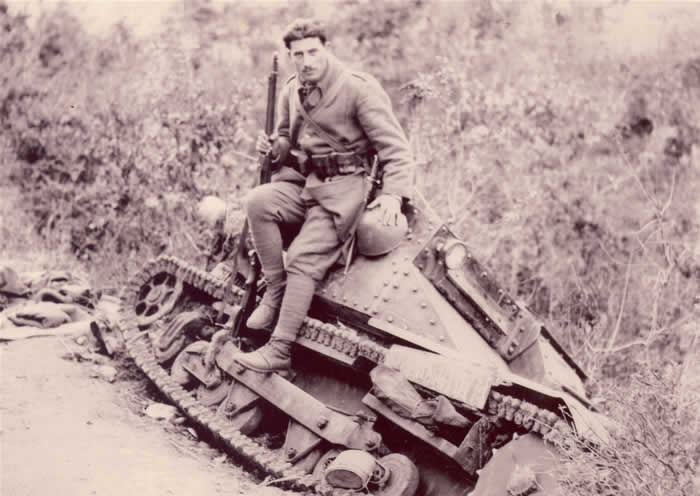
Un soldato greco seduto sullo scafo di un carro L3 abbandonato durante la ritirata degli italiani dall'Epiro

I rovesci iniziali patiti durante l'offensiva di Visconti Prasca ridussero in frantumi il morale dei reparti italiani e instillarono nei comandi una condotta guardinga e una valutazione a volte troppo pessimistica della situazione. Le prime disposizioni di Soddu furono di fermare l'offensiva in Epiro pur mantenendo la testa di ponte oltre il Kalamas, e di sistemare i reparti in posizione difensiva lungo l'intero fronte; vi era timore per la tenuta dell'estremo fianco sinistro italiano, nella zona del Lago Prespa, e fu proprio qui che i greci attaccarono: dopo lungo tergiversare e ormai in superiorità numerica rispetto al nemico, le forze dell'Armata della Macedonia occidentale del generale Pitsikas attaccarono all'alba del 14 novembre lungo il fronte italiano che andava dall'istmo tra i due laghi di Prespa alla valle del fiume Devoli tramite il massiccio del monte Ivan, con alle spalle la solida posizione difensiva del monte Morova. L'offensiva colpì in pieno la non ancora organizzata IX Armata (il suo comandante designato, generale Vercellino, non si era ancora insediato e la guida dell'unità era affidata provvisoriamente al generale Nasci), mettendo sotto pesante pressione le unità italiane e aprendo falle nel loro fronte; Nasci arretrò le sue unità dal Devoli al massiccio del Morova, ma la posizione divenne insostenibile quando i greci occuparono Ersekë, sgombrata per errore dai reparti italiani.
Il 19 novembre Soddu decise di attuare un ripiegamento dalla valle del Devoli verso una nuova linea difensiva distante anche 50 chilometri dalle posizioni iniziali: la ritirata si svolse in modo sufficientemente ordinato, ma molto materiale dovette essere abbandonato e numerosi reparti albanesi si sbandarono dandosi alla fuga; il 22 novembre le forze greche fecero quindi il loro ingresso a Coriza, suscitando grandi festeggiamenti in patria. La mossa di Soddu scoprì il fianco sinistro dell'XI Armata di Geloso in Epiro: la "Julia", non ancora ricostruita dopo il disastro del Pindo, fu subito rispedita al fronte per sostenere la Divisione "Bari", duramente impegnata dai greci nella zona di Perati e aggirata sul fianco dopo la perdita di Ersekë, e Geloso iniziò una serie di ripiegamenti abbandonando il poco terreno conquistato durante l'offensiva di un mese prima. Il terreno montuoso e le forti nevicate rallentavano la progressione dei greci, che tuttavia proseguì: il 24 novembre il corpo d'armata del generale Georgios Tsolakoglu colpì l'estrema ala sinistra della IX Armata italiana, appena attestatasi sulle nuove posizioni decise da Soddu, catturando il 28 novembre la città di Pogradec sul confine jugoslavo.

Militari greci ad Argirocastro in Albania

La crisi continua sul fronte greco-albanese spinse Mussolini a cercare un capro espiatorio per il disastro. Il 23 novembre Roberto Farinacci scagliò un violento attacco allo stato maggiore generale dalle colonne del suo giornale Il Regime Fascista, mossa forse ispirata da ambienti del governo; Badoglio pretese la pubblicazione di una smentita, e inviò a Mussolini una lettera di dimissioni: probabilmente il maresciallo confidava in un intervento a suo sostegno del re, ma Vittorio Emanuele III non si mosse e il 4 dicembre Badoglio fu rimpiazzato nella carica di capo di stato maggiore generale dal generale Ugo Cavallero. Una nuova crisi si aprì intanto sul fronte italiano: l'XI Armata era sotto forte pressione e il generale Geloso chiedeva con insistenza a Soddu il permesso di ritirarsi su una linea più corta e difendibile vicino a Tepeleni, azione rifiutata dal comandante in capo visto che avrebbe portato come conseguenza l'abbandono di una larga fascia di territorio albanese; la pressione greca era però costante e i reparti italiani stavano progressivamente arretrando. Il 2 dicembre i greci sfondarono il fronte italiano vicino a Permeti, aprendosi la strada verso il passo di Klisura più a nord; Soddu si fece prendere dal panico e in una comunicazione telefonica con Guzzoni il 4 dicembre sostenne l'opportunità di «addivenire a una soluzione politica del conflitto»: non è chiaro se Soddu stesse sostenendo la necessità di un armistizio con i greci o di un intervento tedesco nella guerra, ma quando il colloquio fu riferito a Mussolini il dittatore spedì subito Cavallero in Albania ad affiancare il comandante del gruppo d'armate. Secondo alcune testimonianze, Mussolini ebbe un episodio depressivo in concomitanza con il crollo delle forze italiane in Albania.
Gravemente a corto di rifornimenti e rinforzata solo da reggimenti e battaglioni sciolti avviati al fronte alla rinfusa, l'XI Armata continuò a cedere terreno: il 5 dicembre i greci occuparono Delvinë, seguita il 6 dicembre da Porto Edda e l'8 dicembre da Argirocastro; per quello stesso 8 dicembre l'armata di Geloso aveva infine completato il ripiegamento sulla nuova linea di difesa da tempo chiesto dal generale, accorciando il suo fronte da 140 a 75 chilometri in linea d'aria. Neve e freddo ostacolavano i rifornimenti di entrambi gli schieramenti, ma gli attacchi greci continuarono nei settori centrale e occidentale del fronte: pesanti combattimenti si verificarono sul monte Tomorr e a Klisura, e lo sbandamento di alcuni reparti della Divisione "Siena" nella zona del litorale consentì ai greci di conquistare Himara il 22 dicembre; il morale dei reparti italiani era bassissimo, episodi di sbandamento si verificavano anche in unità considerate "scelte" e i comandanti tendevano ad avere una mentalità difensiva. Come rilevò il comando italiano, «l'iniziativa avversaria era dovuta essenzialmente a una superiorità organizzativa» e «la nostra debolezza fondamentale stava nel dover combattere con raggruppamenti non organici»; una progettata offensiva per riprendere Himara in gennaio con la appena sopraggiunta 6ª Divisione fanteria "Cuneo" dovette essere rapidamente accantonata quando un nuovo attacco greco nella zona di Tepeleni-Klisura obbligò a smembrare la divisione e avviarne i reparti a tamponare qui e là le falle dello schieramento italiano: l'attacco greco fu poi bloccato il giorno di Natale sulle rive del fiume Osum, reso inguadabile dalle avverse condizioni meteo.

### Lo stallo e l'offensiva di primavera

Alpini sciatori del "Monte Cervino" in Albania sul Mali Trebeshines con il caratteristico completo da neve bianco

L'insolita "guida a due" delle forze italiane in Albania da parte della coppia Soddu-Cavallero ebbe termine alla fine di dicembre: il 29 Soddu fu richiamato a Roma «per conferire», e il 30 dicembre Cavallero assunse il comando diretto del gruppo d'armate in Albania cumulandolo con quello di capo di stato maggiore generale. Le offensive greche avevano spinto i reparti italiani sul bordo meridionale del "ridotto centrale albanese", la zona del paese che racchiudeva i centri più strategicamente importanti (i porti di Valona e Durazzo e la capitale Tirana) che dovevano essere assolutamente tenuti; benché le cifre esatte delle truppe impegnate nelle "battaglie di arresto" del novembre-dicembre 1940 siano contestate (fonti greche sostengono l'esistenza di una certa superiorità numerica degli italiani, negata invece dalle fonti italiane) e difficili da calcolare per la frammentarietà delle formazioni organiche italiane, solo alla fine dell'anno le forze di Cavallero raggiunsero la parità numerica con i greci: al 1º gennaio 1941 gli italiani avevano in Albania più di 272 000 uomini con 7 563 automezzi e 32 871 quadrupedi, radunati in 20 divisioni e alcune unità autonome.
Mussolini tambureggiava i comandi chiedendo con insistenza offensive e contrattacchi, e Cavallero progettò un attacco per i primi di gennaio dalla zona di Tepeleni per riprendere Himara e Porto Edda, ma ancora una volta furono i greci a muovere per primi attaccando il 6 gennaio il passo di Klisura, via d'accesso alla pianura davanti a Berat: la Divisione "Julia", ormai decimata, cedette dopo tre giorni di pesanti combattimenti e il 10 gennaio i greci occuparono Klisura. La 7ª Divisione fanteria "Lupi di Toscana" fu subito spedita a tamponare la falla: smobilitata a fine ottobre, ricostruita ai primi di dicembre con uomini di altri reparti e giunta in Albania ai primi di gennaio, la divisione fu avviata al fronte con solo i suoi due reggimenti di fanteria, senza artiglieria e reparti di supporto logistico, a sostenere una serie di attacchi e contrattacchi, andando infine incontro a uno sbandamento generale il 16 gennaio dopo aver perso 2 200 uomini. La conquista di Klisura, culmine di una penetrazione che raggiungeva i 50 chilometri dalla vecchia frontiera greco-albanese, fu l'ultimo importante successo ottenuto dalle forze di Papagos; i greci continuarono con attacchi su piccola scala lungo tutto il fronte, catturando ancora alcune posizioni e guadagnando lembi di terreno qui e là: ancora nella prima metà di febbraio si sviluppò una dura battaglia per la conquista del massiccio del Trebeshina e della cittadina di Tepeleni, conclusasi poi con qualche lieve guadagno territoriale per i greci pagato però con pesanti perdite. La linea difensiva allestita da Cavallero iniziò a reggere, mentre le divisioni italiane riguadagnavano progressivamente la loro normale struttura organica e la situazione logistica iniziava a migliorare.

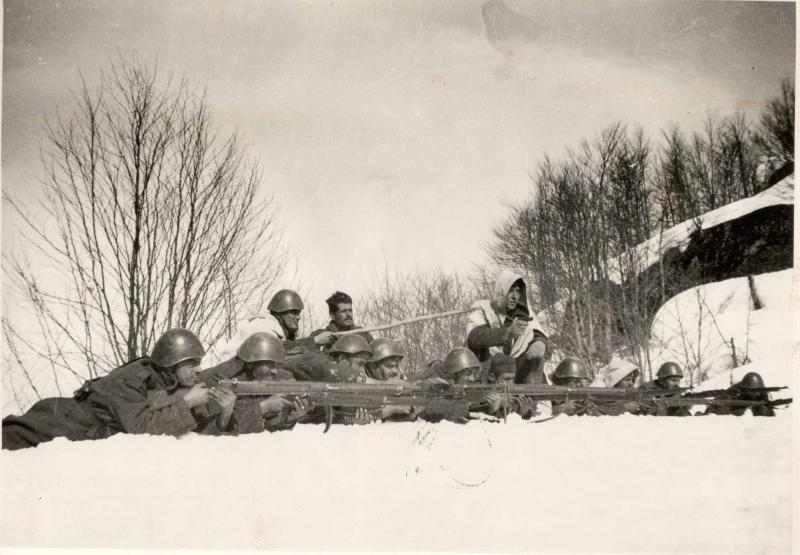
Truppe greche in trincea a Klisura nel marzo 1941

A fine febbraio 1941 Cavallero si sentì abbastanza pronto per pensare a una massiccia offensiva; le forze italiane dislocate in Albania avevano raggiunto la consistenza di 25 divisioni, guadagnando finalmente una vera superiorità numerica sui greci: ai 54 reggimenti a disposizione di Cavallero se ne contrapponevano 42 greci. Discussioni si aprirono tra Cavallero e il sottosegretario alla guerra Guzzoni circa l'obiettivo previsto per la progettata offensiva: Guzzoni spingeva per un attacco sul fianco sinistro della IX Armata (ora guidata dal generale Alessandro Pirzio Biroli) per riconquistare Pogradec, primo passo di un'azione più ampia che avrebbe dovuto portare alla rioccupazione di Coriza e a un proseguimento dell'avanzata verso la Macedonia occidentale, mossa che doveva ricongiungersi con l'attesa offensiva tedesca contro la Grecia in partenza dalla Bulgaria; Cavallero invece optò per un attacco dell'XI Armata in Val Desnizza, tra i monti Trebescines e Mali Qarishta, volto alla riconquista di Klisura, azione sostanzialmente fine a sé stessa e priva di altri sbocchi strategici che non fossero l'allentamento della pressione greca su Tepeleni e Valona. Il piano presentava diversi punti discutibili: invece di assalire il settore più debole dello schieramento nemico si attaccava quello più forte, l'obiettivo era un saliente ma invece di attaccarlo alla base per tagliarlo fuori e circondare le truppe che lo difendevano lo si attaccava alla sommità con un assalto frontale.
Mentre gli italiani si preparavano alla loro offensiva, Papagos insisteva con gli attacchi in direzione di Tepeleni, oltre la quale si estendevano le zone pianeggianti e lo strategico porto di Valona; il comandante dell'Armata dell'Epiro generale Drakos si lamentò per le pesanti perdite e i minimi guadagni territoriali che questi attacchi comportavano, ma per tutta risposta il 6 marzo fu sollevato dal comando e sostituito con il generale Pitsikas, a sua volta rimpiazzato alla guida dell'Armata della Macedonia occidentale dal generale Tsolakoglou. Le forze greche continuarono con le loro spallate contro le vette dei monti Scindeli, Golico e Trebescines, conquistando qualche altura ma senza ottenere lo sperato sfondamento in direzione di Valona.
Il 9 marzo il lungamente progettato attacco italiano (ribattezzato "offensiva di primavera") prese infine avvio; lo stesso Mussolini, giunto in Albania il 2 marzo precedente, assistette all'inizio dell'attacco da un posto di osservazione vicino alle prime linee. Circa 300 cannoni, seguiti poi dai bombardieri, colpirono ripetutamente le posizioni greche, aprendo la via all'attacco del VII Corpo d'armata del generale Gastone Gambara sostenuto dal XXV Corpo d'armata a sud-ovest e dal IV Corpo d'armata a nord-est: comprese le truppe d'appoggio furono 50 000 uomini in 12 divisioni le unità impiegate dagli italiani nell'offensiva. Dopo un inizio apparentemente confortante, l'attacco italiano segnò il passo a poche ore dall'avvio: dopo pesanti combattimenti anche corpo a corpo e perdite sanguinose, i reparti di Gambara non riuscirono a conquistare che poche posizioni in alcuni casi perdute a seguito di contrattacchi greci. L'offensiva italiana proseguì ininterrottamente con attacchi e contrattacchi praticamente attorno alle stesse posizioni fino al 16 marzo, quando fu infine bloccata per concorde decisione dei vertici militari italiani: le perdite ammontarono a circa 12 000 uomini tra morti e feriti (più di quanti erano andati perduti nella campagna fino a quel momento), con solo miseri guadagni territoriali.
Il 19 marzo Cavallero avviò i preparativi per una nuova offensiva dell'XI Armata in direzione di Klisura, praticamente nello stesso settore dove era fallita l'offensiva precedente; la data per il nuovo attacco fu fissata al 28 marzo, ma l'azione fu ben presto accantonata a causa dell'improvvisa piega degli avvenimenti che aveva preso vita in Jugoslavia.

### L'attacco tedesco e la fine

Fasi finali della guerra, aprile 1941

L'attacco italiano alla Grecia era stato accolto con disappunto dai tedeschi: oltre al fatto che Mussolini aveva volutamente ignorato gli appelli di Hitler, la conduzione del piano era stata giudicata molto negativamente dagli esperti militari tedeschi, i quali si aspettavano una fulminea invasione sul modello di quella da loro attuata in Norvegia in particolare contro l'isola di Creta, strategica per il controllo delle rotte navali nel Mediterraneo orientale; inoltre, il Regno Unito veniva ora a disporre di una base sul continente europeo e di campi d'aviazione potenzialmente utili a condurre raid contro i pozzi petroliferi di Ploiești, vitali per la Germania. Il 4 novembre 1940 Hitler prese quindi la decisione di intervenire nei Balcani, e il 12 novembre l'Oberkommando der Wehrmacht emanò una direttiva per definire l'operazione: l'invasione tedesca della Grecia, da attuarsi nel gennaio 1941 mediante un raggruppamento di 10 divisioni a partire dal territorio della Bulgaria, fu calata in un più ampio piano di intervento della Germania nell'area del Mediterraneo, comprendente anche l'occupazione di Gibilterra (operazione Felix), l'appoggio tedesco alla Francia di Vichy e l'invio di un contingente in Nordafrica per cooperare con gli italiani alla conquista dell'Egitto.
Dopo aver scartato l'invio di truppe da combattimento tedesche (una divisione da montagna e unità corazzate) per sostenere il fronte in Albania (operazione Alpenveilchen), manovra ritenuta troppo umiliante dagli italiani, l'OKW si concentrò unicamente sull'attacco alla Grecia da est (operazione Marita) mentre Hitler si dava da fare per consolidare la posizione politica della Germania nei Balcani: il 20 novembre l'Ungheria fu convinta ad aderire al patto tripartito seguita il 23 novembre dalla Romania, mentre manovre diplomatiche assicurarono la neutralità della Turchia; il 1º marzo 1941, dopo lunghe pressioni politiche da parte della Germania, la Bulgaria sottoscrisse il patto tripartito e il giorno seguente unità tedesche iniziarono a entrare nel paese. La Jugoslavia perdurava a mantenere un atteggiamento neutrale, ma le sue linee ferroviarie erano considerate molto importanti dai tedeschi per lo svolgimento dell'offensiva (e per il rapido rischieramento dei reparti una volta conclusa, onde non far tardare il progettato piano di invasione dell'Unione Sovietica) e forti furono le pressioni sul reggente Paolo Karađorđević perché portasse il suo paese a fianco dell'Asse; il 25 marzo il governo jugoslavo sottoscrisse la sua adesione al patto tripartito, ma gli eventi presero una piega inaspettata: dopo varie manifestazioni antitedesche nel paese, il 27 marzo un colpo di Stato a Belgrado per opera di ufficiali filo-britannici portò alla deposizione del reggente e alla nomina di un nuovo governo sotto il generale Dušan Simović. Il nuovo governo cercò di mantenere la neutralità del paese, rifiutandosi di ratificare l'adesione al patto tripartito senza per questo troncare i rapporti con la Germania, ma Hitler ordinò immediatamente di preparare l'invasione della Jugoslavia, da svolgersi in concomitanza con l'attacco alla Grecia.

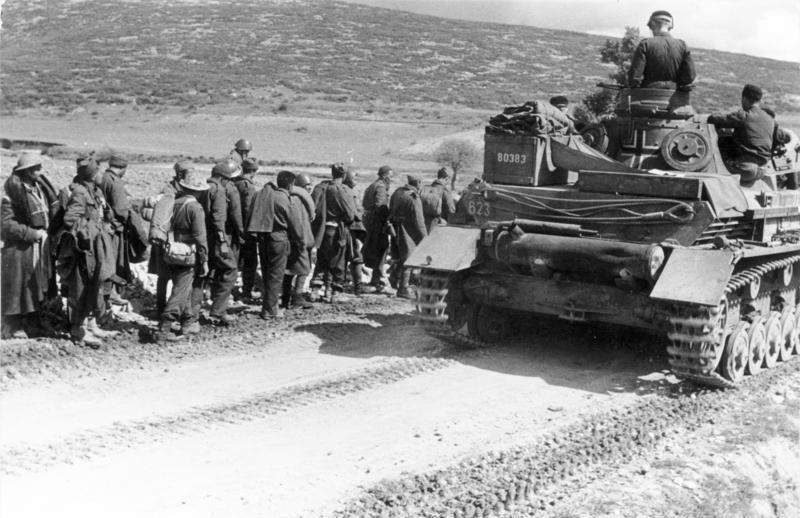
Un Panzer IV tedesco supera una colonna di prigionieri britannici e greci nell'aprile 1941

La Grecia non era pronta a sostenere un attacco tedesco dalla Bulgaria. Da tempo malato, Metaxas morì il 29 gennaio 1941 per le complicazioni seguite a un intervento chirurgico; nuovo primo ministro divenne quindi Alexandros Korizis, anche se il governo risultò strettamente controllato dal re Giorgio II. I greci andavano molto orgogliosi delle loro vittorie in Albania, e pretesero di conservare il terreno guadagnato anche quando la minaccia tedesca ormai incombeva su di loro; l'aver concentrato le unità migliori sul fronte albanese, tuttavia, aveva comportato il notevole alleggerimento delle difese al confine bulgaro-greco, con appena tre deboli e incomplete divisioni lasciate a presidio dei fortini della "linea Metaxas": i greci chiesero che la difesa del paese dall'attacco tedesco fosse assunta dal Regno Unito (Papagos pretese l'invio in aiuto della Grecia di nove divisioni con adeguato supporto aereo), ma il comandante del Middle East Command generale Archibald Wavell, responsabile di un teatro che andava dai Balcani a nord all'Etiopia a sud e dalla Libia a ovest alla Persia a est, non aveva sufficienti forze per andare incontro alle richieste di Atene. Il dilemma se lasciare la Grecia al suo destino o tentare di correre in suo aiuto fu infine risolto dalla decisione di Winston Churchill di inviare un corpo di spedizione nel paese ai primi di marzo, dopo l'ingresso delle truppe tedesche in Bulgaria: al comando del generale Henry Maitland Wilson, il contingente comprendeva due divisioni di fanteria, una brigata corazzata e reparti di supporto per un totale di 53 000 uomini.
Il 6 aprile 1941 la Germania diede inizio al suo duplice attacco simultaneo a Jugoslavia e Grecia; oltre a mobilitare un'armata al confine italo-jugoslavo, Cavallero ricevette ordine nei giorni precedenti l'attacco di sospendere ogni ulteriore offensiva in Albania e di spostare invece delle divisioni sul confine albanese-jugoslavo per parare eventuali attacchi da quel lato: piani per una collaborazione greco-jugoslava per cacciare gli italiani dall'Albania erano stati effettivamente tracciati nei giorni precedenti, e ancora il 4 aprile Papagos aveva tentato un attacco in direzione di Tepeleni e l'8 aprile azioni sul fianco sinistro della IX Armata. L'attacco tedesco travolse la Jugoslavia, costretta a capitolare dopo appena dodici giorni di combattimenti, rendendo insostenibile la posizione degli Alleati nel Nord della Grecia: la 12. Armee del feldmaresciallo Wilhelm List, in schiacciante superiorità in fatto di corazzati, artiglieria e aerei, attaccò la Grecia con due divisioni corazzate, sei divisioni di fanteria o da montagna e il reggimento motorizzato "Leibstandarte SS Adolf Hitler", aggirando la linea Metaxas tramite un movimento attraverso la Macedonia jugoslava e infrangendo al linea di resistenza allestita dal corpo di spedizione britannico sul fiume Aliacmone.

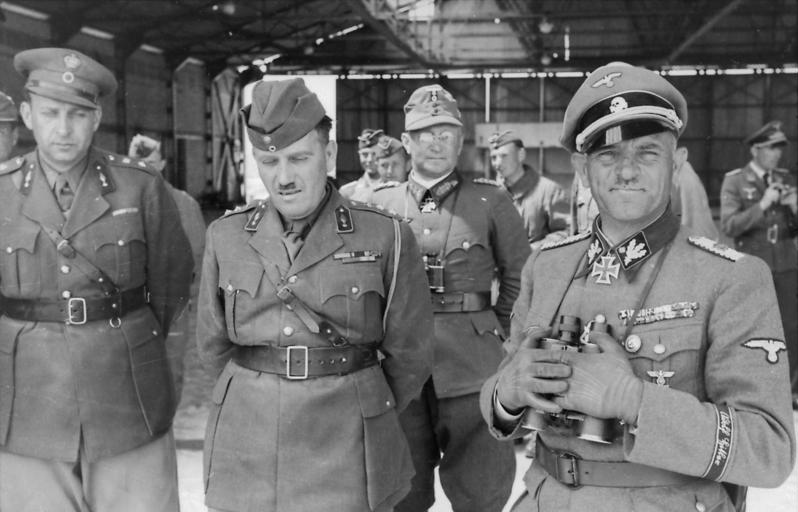
Josef Dietrich (a destra) con i delegati greci inviati a trattare la resa dell'Armata dell'Epiro

L'avanzata tedesca oltre l'Aliacmone minacciava di tagliare fuori l'intero dispositivo greco in Albania, ma solo il 12 aprile Papagos si decise a ordinare il ripiegamento delle sue divisioni dal fronte greco-italiano anche se per le resistenze dei comandanti sul campo, più che restii e contrariati al pensiero di abbandonare le loro conquiste, il movimento non iniziò prima del 13 aprile. Le forze italiane si spinsero avanti nel vuoto lasciato dai greci in ritirata: si verificarono ancora diverse azioni di retroguardia, sebbene il morale e la coesione dei reparti greci peggiorassero di giorno in giorno. Il 14 aprile le truppe italiane rioccuparono Coriza, seguita il 18 aprile da Argirocastro; quello stesso giorno i tedeschi erano in prossimità di Larissa, con il reggimento "Leibstandarte" che puntava su Giannina dopo aver sostenuto duri scontri al passo di Metsovo sul Pindo. Il comando greco era allo sbando: il generale Pitsikas, al comando dell'Armata dell'Epiro, voleva che fosse firmato un armistizio con ancora le truppe greche insediate in territorio albanese, ma Papagos e il re Giorgio II gli intimarono di resistere a oltranza; vista la riluttanza di Pitsikas a mettersi contro l'alto comando, la situazione fu presa in mano dal generale Tsolakoglu, comandante dell'Armata della Macedonia occidentale, e da due comandanti di corpo d'armata dell'Armata dell'Epiro, i generali Georgios Bakos e Panagiotis Demestichas, i quali il 20 aprile offrirono la resa ai tedeschi in un incontro con il comandante del "Leibstandarte" Josef Dietrich a Giannina. L'armistizio era tutto in chiave anti-italiana: non ci sarebbe stata resa dei reparti greci all'Italia, le unità tedesche si sarebbero interposte tra le truppe italiane e quelle greche una volta che queste avessero evacuato il territorio albanese fermandosi alla frontiera, i soldati ellenici sarebbero stati smobilitati senza essere presi prigionieri e gli ufficiali avrebbero conservato il loro armamento personale.
I toni dell'armistizio firmato da Dietrich scatenarono le proteste di Mussolini: il feldmaresciallo List non convalidò il testo e obbligò Tsolakoglu a firmarne un altro il 21 aprile che imponeva sostanzialmente una resa incondizionata delle forze greche, ma Cavallero ordinò di proseguire le operazioni in modo da penetrare il più possibile in territorio nemico. La confusa situazione venutasi a creare tra greci in ritirata e le truppe italiane che via via si imbattevano nei tedeschi avanzanti fu infine risolta nel pomeriggio del 22 aprile, quando Tsolakoglu si convinse a inviare dei suoi plenipotenziari a chiedere la resa anche agli italiani; alle 14:45 del 23 aprile a Giannina fu infine siglato l'armistizio conclusivo delle ostilità sul fronte greco-albanese: firmarono Tsloakoglu per la Grecia, il generale Alfred Jodl per la Germania e il generale Alberto Ferrero per l'Italia.

## Operazioni navali

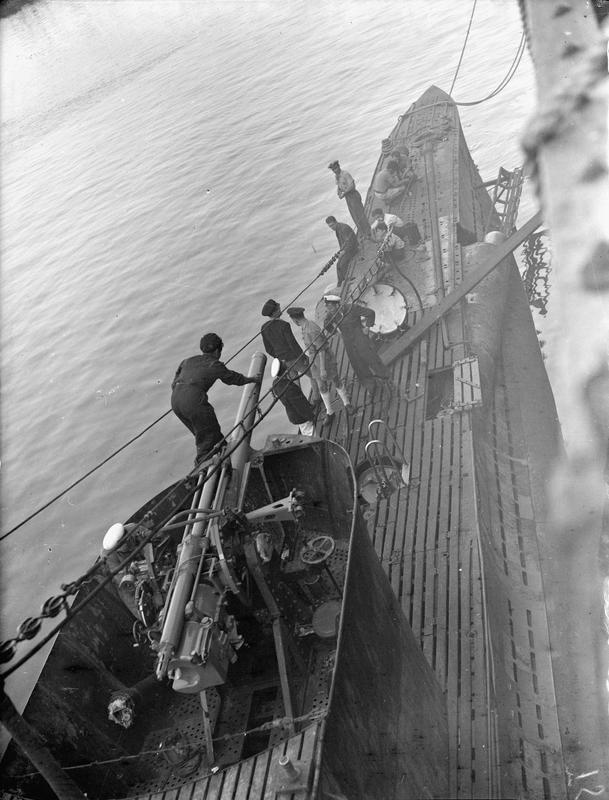
La falsatorre del sommergibile greco Papanikolis

L'avvio della campagna di Grecia pose un ulteriore peso sulla Regia Marina, incaricata di sostenere le armate stanziate in Albania e Libia; l'attacco italiano contribuì altresì all'isolamento delle basi dell'Egeo, che i britannici presero di mira con azioni di disturbo promosse dai porti e dalle basi aeree in Grecia. Alla fine del 1940 le forze italiane erano disperse e isolate e la situazione peggiorò con il venir meno della promessa tedesca di fornitura di materie prime, che l'OKW riteneva più utili per sostenere il previsto attacco all'Unione Sovietica.
Cancellata la pianificata operazione di sbarco a Corfù, comprendente l'impiego anche del 1º Reggimento "San Marco" poi avviato al fronte, il sostegno della Regia Marina alle operazioni dell'esercito in Albania si concretizzò in ventiquattro missioni di bombardamento costiero contro l'estremo fianco sinistro greco, operate dagli incrociatori leggeri della 7ª Divisione di stanza a Bari (Eugenio di Savoia, Emanuele Filiberto Duca d'Aosta, Raimondo Montecuccoli e Muzio Attendolo) e da alcuni cacciatorpediniere. Sommergibili italiani furono dislocati nel Mar Egeo e nelle acque a sud di Creta per operare contro il traffico greco e i convogli britannici diretti in Grecia ma, a fronte della perdita di due battelli (Neghelli e Anfitrite) l'unico successo fu ottenuto dall'Ambra: il 31 marzo 1941 affondò l'incrociatore leggero HMS Bonaventure. Il tentativo di impiegare le unità maggiori contro questo traffico finì col disastro della battaglia di Capo Matapan: vennero affondati 3 incrociatori pesanti, 2 cacciatorpediniere con un bilancio di 2 331 morti. Maggior successo ebbero i mezzi d'assalto della Xª Flottiglia MAS, che in un attacco nella notte tra il 25 e il 26 marzo 1941 affondarono nella baia di Suda (Creta) l'incrociatore pesante HMS York e una petroliera.
Benché dotata di mezzi limitati, la piccola flotta sottomarina greca compì diverse missioni nel canale d'Otranto e al largo delle coste albanesi, affondando in totale cinque navi mercantili: le perdite più gravi furono inflitte dal Proteus, che il 29 dicembre 1940 affondò il piroscafo Sardegna da 11 452 tonnellate (finendo però a sua volta speronato e affondato con la perdita di tutto l'equipaggio dalla torpediniera Antares) e dal Triton, che il 23 marzo 1941 silurò il mercantile Carnia da 5 154 tonnellate. Anche la Royal Navy si dedicò a intralciare il traffico navale tra l'Italia e l'Albania, sia con sommergibili sia tramite incursioni di superficie: la più importante azione avvenne nella notte tra l'11 e il 12 novembre 1940 in concomitanza con la notte di Taranto. Una squadra di tre incrociatori leggeri e due cacciatorpediniere penetrò nel canale d'Otranto attaccò un convoglio italiano e colò a picco quattro mercantili senza subire perdite. Pure la RAF rivolse parte delle sue forze a missioni contro le navi italiane, pur senza raccogliere particolari successi. Tuttavia, il 14 marzo 1941, nel corso di un'incursione aerea notturna contro Valona, aerosiluranti britannici affondarono per errore la nave ospedale Po.

La nave ospedale Po, affondata il 14 marzo 1941 nel porto di Valona

In generale, il ruolo principale della Regia Marina nel conflitto con la Grecia si concretizzò nell'organizzazione e nella scorta dei convogli di rifornimento diretti in Albania: malgrado la scarsa capacità degli approdi albanesi furono trasportati con successo 501 000 uomini, 15 000 automezzi, 74 700 quadrupedi e 584 000 tonnellate di materiali. Nel complesso si contarono 13 mercantili e due torpediniere di scorta affondate, con la perdita 358 uomini e di circa l'1% del materiale trasportato.
In generale la Regia Marina si dimostrò capace di detenere un certo predominio nel Mediterraneo centrale, insidiato tuttavia dalle forze britanniche con base a Malta (prova ne fu un'incursione aerea su Napoli l'8 gennaio 1941). La flotta italiana non aveva peraltro un forte margine di superiorità sulla Mediterranean Fleet; l'appoggio aeronautico da Sicilia e Sardegna era carente (anche perché le forze locali erano già impegnate nelle missioni di rifornimento in Africa e Albania); la Luftwaffe, con i pochi reparti inviati in Italia, non era in grado di dare un apporto significativo. Le due aeronautiche dell'Asse ebbero notevoli problemi di coordinamento, ben evidenziati durante gli attacchi effettuati tra il 9 e il 10 gennaio su convogli britannici incaricati di rifornire Malta; i risultati ottenuti, infatti, furono relativamente modesti e il migliore fu il danneggiamento della portaerei HMS Illustrious, ma generarono nell'ammiraglio Andrew Cunningham una notevole incertezza e lo convinsero a sospendere per un certo periodo ulteriori azioni di questo tipo, accordando così una pausa alla Regia Marina: essa poté reindirizzare le sue energie alla difesa e incremento delle linee di rifornimento. Per il resto del 1941 entrambi i contendenti limitarono le operazioni delle rispettive marine militari all'ombrello protettivo delle unità aeree basate a terra; difatti la Regia Aeronautica difettava di velivoli capaci di colpire duramente e con precisione navi da guerra (non volendo i tedeschi cedere un rilevante numero di Junkers Ju 87), mentre i britannici erano stati momentaneamente privati dell'unica portaerei in Mediterraneo e, in primavera, persero anche gli aeroporti greco-cretesi. Per questi motivi strategici si rivolsero a un più intenso utilizzo dei sommergibili e della Force K stanziata a Malta..

## Conseguenze

### L'occupazione della Grecia
Italiana
     Tedesca
     Bulgara
     Possedimenti italiani precedenti (Dodecaneso)

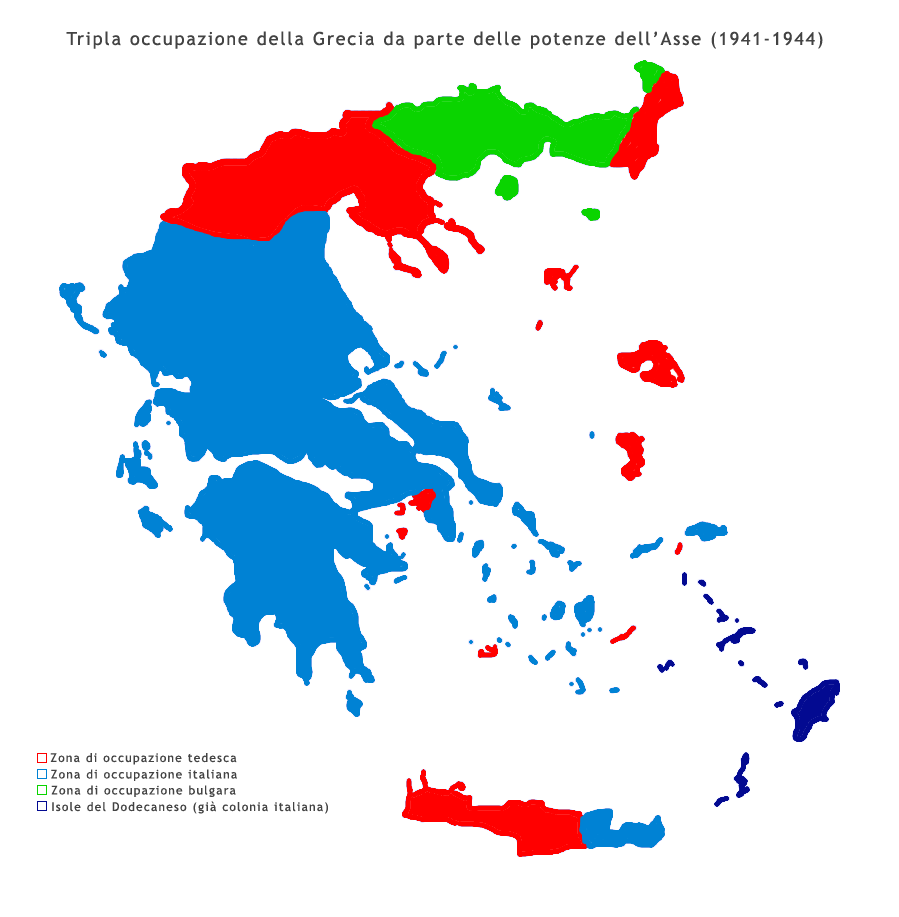
Le zone di occupazione:
Italiana
Tedesca
Bulgara
Possedimenti italiani precedenti (Dodecaneso)

Il 27 aprile le prime unità tedesche fecero il loro ingresso ad Atene, mentre tra il 28 e il 30 aprile le truppe italiane occuparono con una serie di operazioni anfibie e lanci di paracadutisti le isole Ionie; entro il 30 aprile i tedeschi avevano completato l'occupazione della Grecia continentale, e il 20 maggio seguente diedero avvio all'invasione dell'isola di Creta: paracadutisti e forze aerotrasportate tedesche conquistarono l'isola entro il 1º giugno al termine di pesanti scontri con i difensori anglo-greci. Concluse le ostilità la Grecia fu sottoposta a un duro regime di occupazione, e nonostante i tedeschi avessero insediato ad Atene un governo collaborazionista presieduto dal generale Tsolakoglu il territorio greco finì spartito tra le nazioni dell'Asse:
- la Germania occupò militarmente le regioni strategicamente più importanti come la Macedonia centrale e orientale con l'importante porto di Salonicco, la capitale Atene, le isole dell'Egeo Settentrionale, le zone di confine con la Turchia e gran parte dell'isola di Creta;
- la Bulgaria ottenne la Tracia e, in seguito, la Macedonia orientale;
- l'Italia ottenne il controllo della maggior parte della Grecia continentale (regioni di Epiro, Tessaglia, Attica e Peloponneso), oltre alle isole Ionie con Corfù, Zante e Cefalonia, alle Cicladi, alle Sporadi Meridionali con Samo, Furni e Icaria e alla punta orientale di Creta.

La spartizione territoriale della Grecia fu fondamentalmente decisa dai tedeschi e comunicata agli italiani come un fatto compiuto («i germanici ci hanno comunicato un confine, noi non potevamo che prenderne atto» riconobbe lo stesso Mussolini), come del resto l'insediamento ad Atene del governo Tsolakoglu; i progetti dell'Italia circa l'annessione di vari territori greci (isole Ionie, le Cicladi e le Sporadi da aggiungere al Dodecaneso, l'Epiro da annettere all'Albania) furono rimandati dagli stessi tedeschi al momento della vittoria finale nella guerra. L'occupazione militare delle regioni greche, affidata all'XI Armata, rappresentò un impegno gravoso per l'Italia quanto a uomini e risorse impiegate, anche se molto discontinua quanto a opposizione armata incontrata: la Resistenza greca fu molto attiva nelle regioni settentrionali, Epiro e Tessaglia,  dove le truppe di occupazione fecero ricorso nei suoi confronti anche a rappresaglie brutali (tra tutte la più nota, ma non l'unica, è forse la strage di Domenikon), mentre nel Peloponneso e nelle isole non fu mai particolarmente forte, lasciando alle unità italiane lì stanziate compiti più di polizia che di repressione violenta. A dispetto dell'ostilità dimostrata al momento della resa nell'aprile 1941, con il passare del tempo l'atteggiamento della popolazione greca divenne più benevolo nei confronti degli italiani, il cui comportamento in linea di massima aveva poco a che fare con i metodi di occupazione violenta dei tedeschi; a ogni modo, l'occupazione dell'Asse rappresentò un periodo durissimo per la Grecia: il crollo della produzione agricola e delle importazioni alimentari provocò carestie, malnutrizione e malattie, causa di almeno 360 000 morti nella popolazione greca (più di metà delle perdite umane registrate dalla Grecia in tutto il conflitto).

### Perdite e bilanci
La campagna di Grecia costò alle forze italiane 13 755 morti, 50 874 feriti, 12 368 congelati, 52 108 ammalati e 25 067 dispersi; circa il destino di questi ultimi, 21 153 di essi furono prigionieri di guerra catturati dai greci e liberati nell'aprile 1941, gli altri risultano in massima parte caduti non identificati: sommando anche i morti negli ospedali per ferite e malattie riportate nella campagna (non calcolati con precisione), il totale delle vittime italiane è stimabile in più di 20 000. La Regia Aeronautica subì la perdita di 65 aerei in azione (32 bombardieri, 29 caccia e 4 ricognitori) e 14 distrutti al suolo, più altri 10 velivoli danneggiati gravemente e 61 lievemente; tra gli aviatori si contarono 229 morti e 65 feriti in azione. Stime ufficiali delle perdite greche indicano 13 408 morti e 42 485 feriti, altre stime indicano circa 14 000 morti, tra 42 500 e 61 000 feriti e 4 250 dispersi. Durante la campagna non si registrarono particolari crimini di guerra e, in generale, il trattamento dei prigionieri fu sostanzialmente corretto da entrambe le parti: i prigionieri italiani ricevettero sempre uno scarso vitto durante la detenzione, ma i soldati greci al fronte non vivevano in condizioni migliori; i prigionieri greci catturati dagli italiani (mai conteggiati con precisione, circa alcune migliaia) non furono rilasciati ma portati a lavorare in Italia, in condizioni di trattamento in genere peggiori di quelle riservate ai prigionieri britannici.
Quella di Grecia fu la maggior singola campagna mai intrapresa dal Regio Esercito nella seconda guerra mondiale (a meno di non considerare come una singola campagna gli eventi dell'operazione Achse seguenti l'8 settembre 1943): in sei mesi di ostilità furono impiegate al fronte 28 divisioni (23 di fanteria, quattro di alpini e una corazzata, altre due divisioni di fanteria arrivarono in Albania ormai a campagna conclusa) e quattro reggimenti autonomi (tre di cavalleria, uno di granatieri), e all'aprile 1941 gli effettivi in Albania ammontavano a 513 500 uomini (20 800 ufficiali e 481 000 sottufficiali e soldati italiani, 11 700 albanesi) con 13 166 automezzi e 65 000 quadrupedi. A titolo di paragone, la forza italiana inviata in Russia nell'autunno del 1942 ammontava a 230 000 uomini, mentre le truppe impiegate in Nordafrica tra il 1941 e il 1943 fluttuarono tra i 130 000 e i 150 000 uomini.
L'enorme dispiego di risorse messo in campo dagli italiani portò però solo magri risultati. L'esercito greco non rappresentava un avversario formidabile: l'equipaggiamento era di qualità pari se non inferiore a quello italiano, l'addestramento era simile (anche se superiore nell'impiego dei mortai) come lo era il sistema logistico (affidato più a quadrupedi che a veicoli a motore), mentre un indiscutibile fattore di vantaggio fu l'ampia mobilitazione popolare che sostenne le truppe e garantì un alto morale nei combattenti (mobilitazione frutto anche della poco accorta politica di provocazione intrapresa dall'Italia nei mesi precedenti il conflitto, cosa che oltretutto fece venire meno il fattore sorpresa per gli attaccanti). I comandi greci non brillarono per particolare genialità: i generali ellenici furono abili nel guadagnare subito l'iniziativa delle operazioni e nel mantenerla fin quasi alla fine delle ostilità, ma la condotta tattica si caratterizzò unicamente in una serie di assalti di fanteria con una buona preparazione di fuoco, con progressi costanti ma lenti, senza sfruttamento in profondità (anche per le difficoltà di manovrare su un terreno montuoso in pieno inverno) e senza approfittare adeguatamente dello stato di crisi in cui si vennero a trovare le forze italiane in determinati momenti.
La prova offerta dagli alti comandi italiani fu disastrosa. La campagna di Visconti Prasca fu impostata sul presupposto, frutto più di autosuggestioni che di concrete valutazioni, secondo cui la Grecia non avrebbe offerto resistenza (perché impegnata dalla Bulgaria, o perché avrebbe passivamente accettato l'invasione italiana) e quindi l'operazione fu attuata con truppe e mezzi insufficienti per la lunghezza del fronte e secondo un piano tattico di modesta portata, nulla di più di un movimento logistico in avanti, una marcia di trasferimento dall'Albania all'Epiro; i vertici militari accettarono più che supinamente l'impostazione semplicistica della campagna decisa da Mussolini, Ciano e Visconti Prasca: gli stati maggiori avevano ormai da tempo abbandonato il loro ruolo tecnico nelle decisioni politico-militari preferendo rimettersi totalmente alla volontà del duce, sulla base degli apparenti successi fino ad allora ottenuti. La controffensiva greca causò una crisi protrattasi ininterrottamente fino a febbraio, un succedersi di ritirate e cedimenti circoscritti, ma costanti e apparentemente inarrestabili, al punto di ingenerare una continua ansia e senso di catastrofe nei comandi italiani con conseguente collasso della struttura organizzativa, incapace di coordinare l'afflusso di rinforzi organici al fronte e di sistemare la pessima situazione logistica. Mediocre fu anche il comportamento delle truppe: pesarono l'addestramento carente, poco innovativo e insufficiente (anche per via della smobilitazione decisa nell'ottobre 1940), l'inadatta preparazione degli ufficiali inferiori, l'equipaggiamento totalmente inadeguato a una guerra di montagna in inverno, la disgregazione dei servizi e la mancanza di una motivazione nei soldati, stante l'impossibilità di una chiara esposizione delle ragioni della guerra.
La campagna di Grecia fu decisa da Mussolini per riaffermare il ruolo di autonomia dalla Germania delle decisioni italiane circa la conduzione del conflitto (il concetto secondo cui l'Italia dovesse condurre una "guerra parallela" a quella dei tedeschi), nonché per riequilibrare i rapporti politici tra i due soci di maggioranza dell'Asse; all'opposto, la concomitanza degli insuccessi in Albania con la disastrosa sconfitta patita dalle truppe italiane in Nordafrica durante gli eventi dell'operazione Compass (dicembre 1940-febbraio 1941) segnarono la fine di ogni progetto di ruolo autonomo dell'Italia dalla Germania: con l'arrivo del Deutsches Afrikakorps in Libia e l'intervento tedesco nei Balcani cessò di fatto ogni presupposto di una "guerra parallela" dell'Italia, e da quel momento in poi le forze italiane si ritrovarono in pratica subordinate alle decisioni strategiche decise autonomamente da Berlino.

## Nella cultura di massa
Della battaglia della Vojussa del 28 ottobre e del sacrificio degli alpini della "Julia" resta memoria nella canzone Sul ponte di Perati, la canzone più celebre della Campagna di Grecia.